# 현대 i30
현대 i30(Hyundai i30)는 현대자동차의 유럽 전략형 전륜구동 준중형 해치백 자동차이다. 차명인 i30의 i는 영감(inspiring), 기술(intelligence), 혁신(innovation)에서 따왔다. 또한, i30의 숫자 30은 i30이 속한 C 세그먼트를 의미한다.
3도어 해치백, 5도어 해치백, 5도어 패스트백, 5도어 스테이션 왜건의 4가지로 나오며, 대한민국에는 5도어 해치백만 판매했다. 2020년 5월부터 대한민국 내수 판매를 중지하여, 현재는 전량 해외에서만 판매하고 있다.
코나가 i30의 전륜구동 플랫폼을 이용한다.

## 1세대(FD) (기아 씨드(1세대 모델)와 형제차)

### i30(2007년7월~2011년10월)

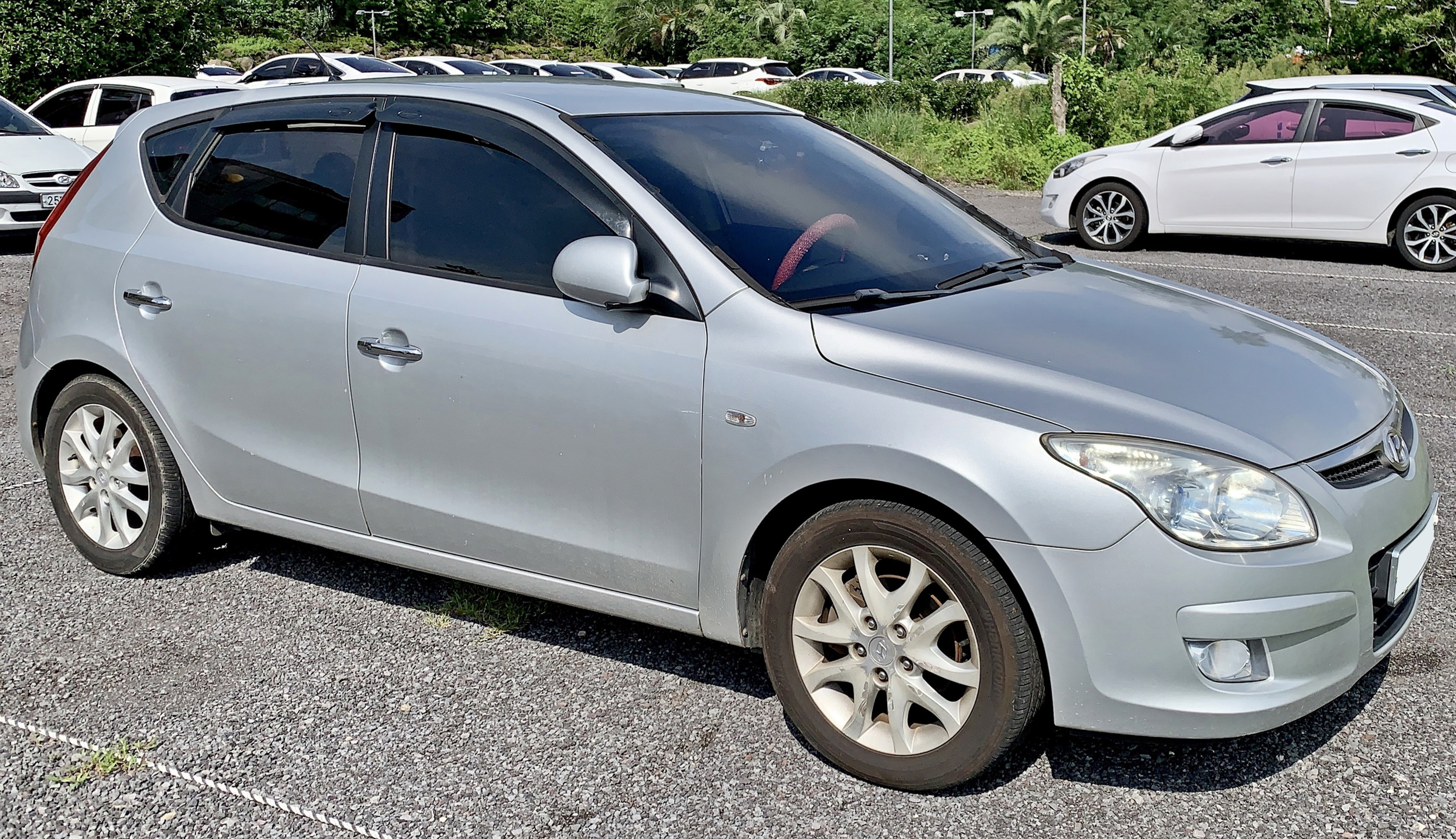
현대 i30 정측면

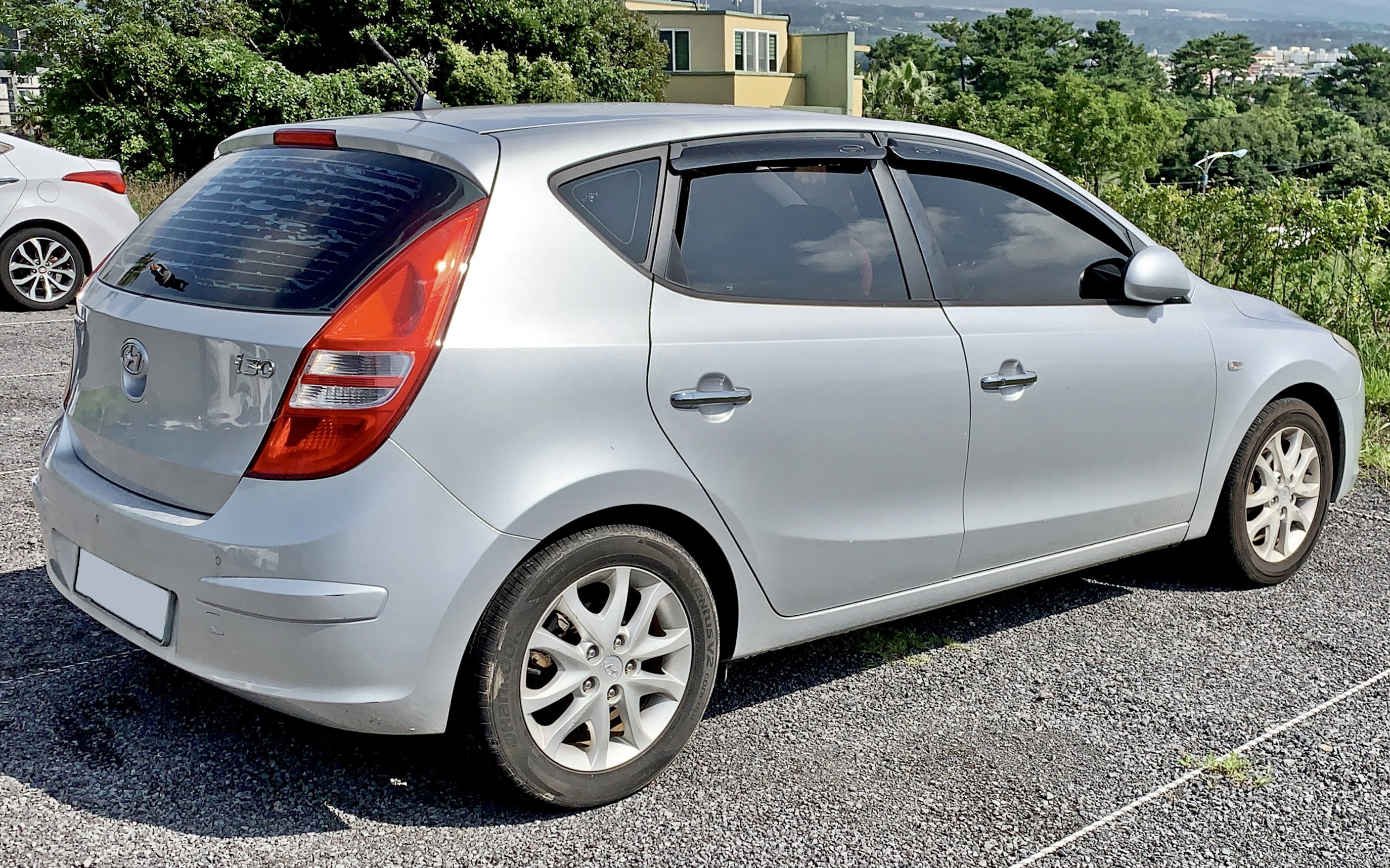
현대 i30 후측면

2007년 7월 12일에 출시되었다. 기아 씨드와 함께 유럽 전략 차종이다. 아반떼(HD)의 전륜구동 플랫폼을 활용하여 개발되었으며, 2006년 9월에 개최된 파리 모터쇼에서 공개된 컨셉트 카인 HED-3(아네즈)를 다듬은 양산형이 2007년 3월에 개최된 제네바 모터쇼에서 대중에게 최초로 공개되었다. 동급 최초로 조수석 에어백과 ABS가 모든 트림에 기본으로 적용되었고 스마트 키와 AUX&USB 단자가 적용되어 편의성을 높였다. 자사의 차종 중 생산, 사용, 폐기에 이르는 전 과정에 걸쳐 환경성을 평가하는 LCA(Life Cycle Assessment)를 통해 에코 디자인이 최초로 실현되었다. 같은 해 12월 13일부터는 2.0L 베타 MPi 가솔린 엔진이 추가되었다. i30의 5도어 스테이션 왜건인 i30cw는 2007년 9월에 개최된 프랑크푸르트 모터쇼에서 처음 공개되었고 대한민국에는 2008년 11월 4일에 출시되었다. i30cw는 미국과 캐나다에선 엘란트라 투어링이라는 차명으로 팔렸는데, 이미 인피니티에서 i30라는 차명을 사용했기 때문이다. 오스트레일리아에서는 자동차 연합회에 의해 2008년부터 2010년까지 최고의 차로 선정되기도 했다. 2009년 7월 1일에 출시된 2010년형은 매쉬형 라디에이터 그릴이 적용되었다. 2010년 5월 2일에 출시된 2011년형은 블랙 베젤 헤드램프와 티타늄 그레이 도장 16인치 알로이 휠, 슈퍼비전 클러스터가 신규 적용되었다. 아울러 대한민국산 준중형차 최초로 차체 자세 제어 장치가 기본으로 적용되었다. 같은 해 9월 30일에는 1열 사이드&커튼 에어백이 기본으로 적용되었고 (그 전에는 옵션)엔터테인먼트 기능이 내장된 내비게이션이 옵션으로 추가되었다. 2011년 3월 16일에는 디젤 매연 정화 장치를 장착하여 유로5 배기가스 기준을 만족시키는 1.6L U Ⅱ VGT 디젤 엔진이 기존의 1.6L U VGT 디젤 엔진을 대체하였고, 5단 수동변속기가 아닌 6단 수동변속기가 적용되어 상품성을 높였다.

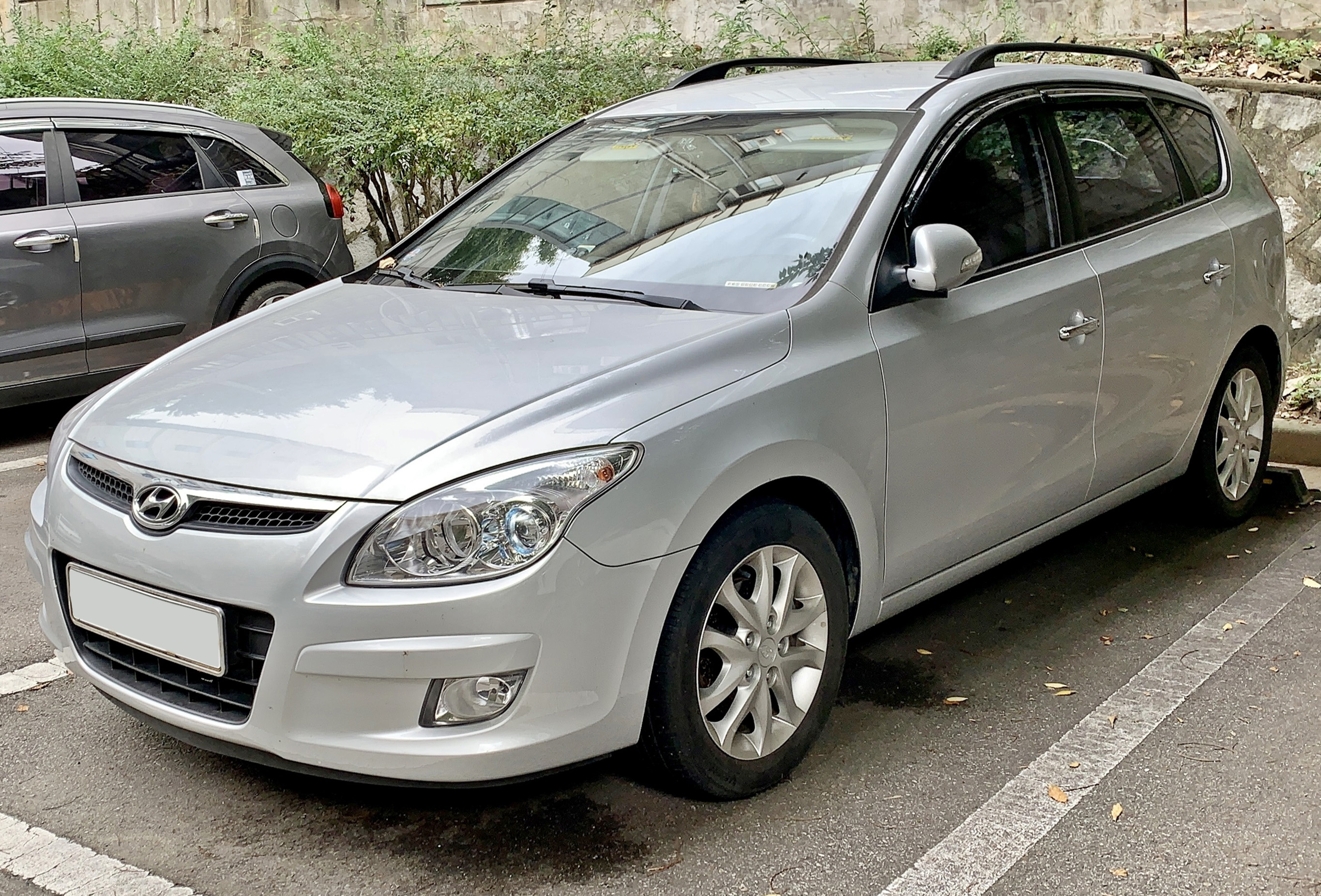
현대 i30cw 정측면
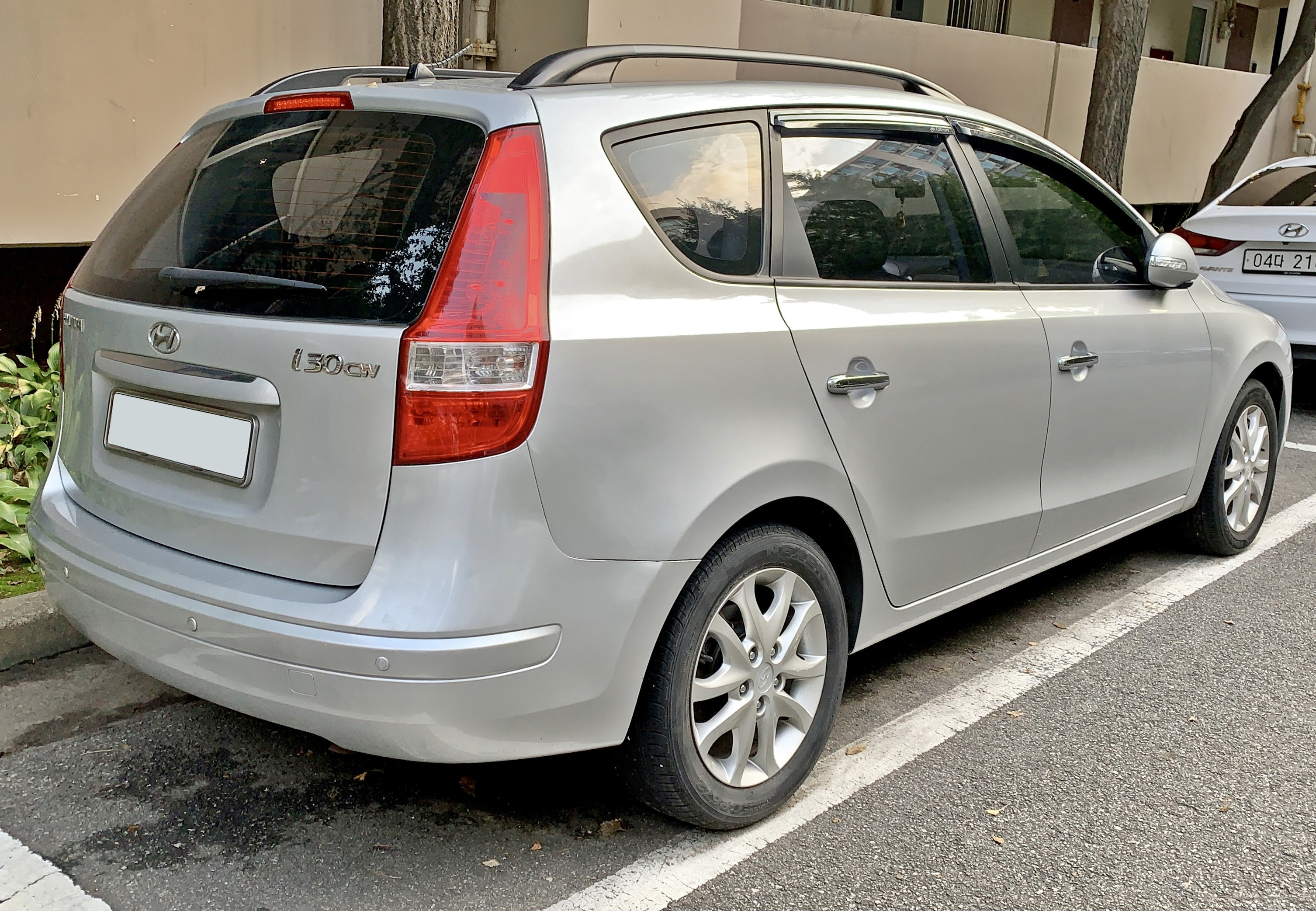
현대 i30cw 후측면

| 구분                 | i30/i30cw 1.6L U VGT (이후 1.6L U Ⅱ VGT로 변경)                             | i30 1.6L 감마 MPi                                                   | i30cw 1.6L 감마 MPi                                                     | i30 2.0L 베타 Ⅱ MPi                                                 | i30cw 2.0L 베타 Ⅱ MPi                                               |
| -------------------- | --------------------------------------------------------------------------- | ------------------------------------------------------------------- | ----------------------------------------------------------------------- | ------------------------------------------------------------------- | ------------------------------------------------------------------- |
| 전장 (mm)            | 4,245(i30) 4,475(i30cw)                                                     | 4,245                                                               | 4,475                                                                   | 4,245                                                               | 4,475                                                               |
| 전폭 (mm)            | 1,775                                                                       | 1,775                                                               | 1,775                                                                   | 1,775                                                               | 1,775                                                               |
| 전고 (mm)            | 1,480(i30) 1,565(i30cw)                                                     | 1,480                                                               | 1,565                                                                   | 1,480                                                               | 1,565                                                               |
| 축거 (mm)            | 2,650(i30) 2,700(i30cw)                                                     | 2,650                                                               | 2,700                                                                   | 2,650                                                               | 2,700                                                               |
| 윤거 (전, mm)        | 1,545(185/65R15) 1,550(195/65R15) 1,535(205/55R16) 1,525(215/45R17)         | 1,545(185/65R15) 1,550(195/65R15) 1,535(205/55R16) 1,525(215/45R17) | 1,545(185/65R15) 1,550(195/65R15) 1,535(205/55R16) 1,525(215/45R17)     | 1,545(185/65R15) 1,550(195/65R15) 1,535(205/55R16) 1,525(215/45R17) | 1,545(185/65R15) 1,550(195/65R15) 1,535(205/55R16) 1,525(215/45R17) |
| 윤거 (후, mm)        | 1,545(185/65R15) 1,550(195/65R15) 1,535(205/55R16) 1,525(215/45R17)         | 1,545(185/65R15) 1,550(195/65R15) 1,535(205/55R16) 1,525(215/45R17) | 1,545(185/65R15) 1,550(195/65R15) 1,535(205/55R16) 1,525(215/45R17)     | 1,545(185/65R15) 1,550(195/65R15) 1,535(205/55R16) 1,525(215/45R17) | 1,545(185/65R15) 1,550(195/65R15) 1,535(205/55R16) 1,525(215/45R17) |
| 승차 정원            | 5명                                                                         | 5명                                                                 | 5명                                                                     | 5명                                                                 | 5명                                                                 |
| 변속기               | 수동 5단(이후 수동 6단으로 변경) 자동 4단                                   | 수동 5단 자동 4단                                                   | 수동 5단 자동 4단                                                       | 수동 5단 자동 4단                                                   | 자동 4단                                                            |
| 서스펜션 (전/후)     | 맥퍼슨 스트럿/멀티 링크                                                     | 맥퍼슨 스트럿/멀티 링크                                             | 맥퍼슨 스트럿/멀티 링크                                                 | 맥퍼슨 스트럿/멀티 링크                                             | 맥퍼슨 스트럿/멀티 링크                                             |
| 구동 형식            | 전륜구동                                                                    | 전륜구동                                                            | 전륜구동                                                                | 전륜구동                                                            | 전륜구동                                                            |
| 엔진 형식            | D4FB                                                                        | G4FC                                                                | G4FC                                                                    | G4GC                                                                | G4GC                                                                |
| 연료                 | 디젤                                                                        | 가솔린                                                              | 가솔린                                                                  | 가솔린                                                              | 가솔린                                                              |
| 배기량 (cc)          | 1,582                                                                       | 1,591                                                               | 1,591                                                                   | 1,975                                                               | 1,975                                                               |
| 최고 출력 (ps/rpm)   | 117/4,000 (이후 128/4,000으로 변경)                                         | 121/6,200 (이후 124/6,300으로 변경)                                 | 121/6,200 (이후 124/6,300으로 변경)                                     | 143/6,000                                                           | 143/6,000                                                           |
| 최대 토크 (kg*m/rpm) | 26.5/2,000 (이후 26.5/1,900~2.750으로 변경)                                 | 15.6/4,200 (이후 15.9/4,200으로 변경)                               | 15.6/4,200 (이후 15.9/4,200으로 변경)                                   | 19.0/4,600                                                          | 19.0/4,600                                                          |
| 연료 탱크 용량 (L)   | 53                                                                          | 53                                                                  | 53                                                                      | 53                                                                  | 53                                                                  |
| 요소수 탱크 용량 (L) | -                                                                           | -                                                                   | -                                                                       | -                                                                   | -                                                                   |
| 공차 중량 (kg)       | 1,328(수동 5단)/ 1,321(자동 4단) 1,367(수동 5단)/ 1,374(자동 4단)           | 1,227(수동 5단)/ 1,247(자동 4단)                                    | 1,270(수동 5단)/ 1,290(자동 4단)                                        | 1,305(수동 5단)/ 1,290(자동 4단)                                    | 1,320(수동 5단)/ 1,340(자동 4단)                                    |
| 연비 (km/L)          | 20.5(수동 5단)/ 16.5(자동 4단) (이후 22.0(수동 6단)/ 18.1(자동 4단)로 변경) | 16.0(수동 5단)/ 13.8(자동 4단) (이후 15.2(자동 4단)로 변경)         | 15.6(수동 5단)/ 13.6(자동 4단) (이후 15.0(자동 4단)로 변경)             | 13.3(수동 5단)/ 12.4(자동 4단)                                      | 13.3(수동 5단)/ 12.4(자동 4단)                                      |
| Co2 배출량 (g/km)    | 131(수동 5단)/ 163(자동 4단) (이후 122(수동 6단)/ 148(자동 4단)로 변경)     | 146(수동 5단)/ 169(자동 4단) (이후 154(자동 4단)로 변경)            | 150(수동 5단)/ 172(자동 4단) (이후 150(수동 5단)/ 156(자동 4단)로 변경) | 176(수동 5단)/ 190(자동 4단)                                        | 176(수동 5단)/ 190(자동 4단)                                        |

#### 라인업
| 구분 | i30 1.6L 가솔린 | i30 2.0L 가솔린                                                                                                 | i30 1.6L 디젤                              | i30cw 1.6L 가솔린                                                                                       | i30cw 2.0L 가솔린                                                                                               | i30cw 1.6L 디젤                                                                                  |
| ---- | --- | --- | ------------------------------------------ | --- | --- | ------------------------------------------------------------------------------------------------ |
| i30  | 트렌디 디럭스 럭셔리 프리미어(2010년 월드컵 스페셜 에디션으로 변경해 한정 판매 후 다시 프리미어로 변경) 프리미어 브라운 스페셜(2010년 브라운 스페셜로 변경) 익스트림(2010년 단종) 탑 탑 VIP팩 | 럭셔리 프리미어(2010년 월드컵 스페셜 에디션으로 변경해 한정 판매 후 다시 프리미어로 변경) 익스트림(2010년 단종) | 트렌디 디럭스 럭셔리 익스트림(2010년 단종) | 트렌디 디럭스 럭셔리 프리미어(2010년 월드컵 스페셜 에디션으로 변경해 한정 판매 후 다시 프리미어로 변경) | 럭셔리 프리미어(2010년 월드컵 스페셜 에디션으로 변경해 한정 판매 후 다시 프리미어로 변경) 익스트림(2010년 단종) | 디럭스 럭셔리 프리미어(2010년 월드컵 스페셜 에디션으로 변경해 한정 판매 후 다시 프리미어로 변경) |

## 2세대(GD)

### 올 뉴 i30(2011년10월~2015년1월)

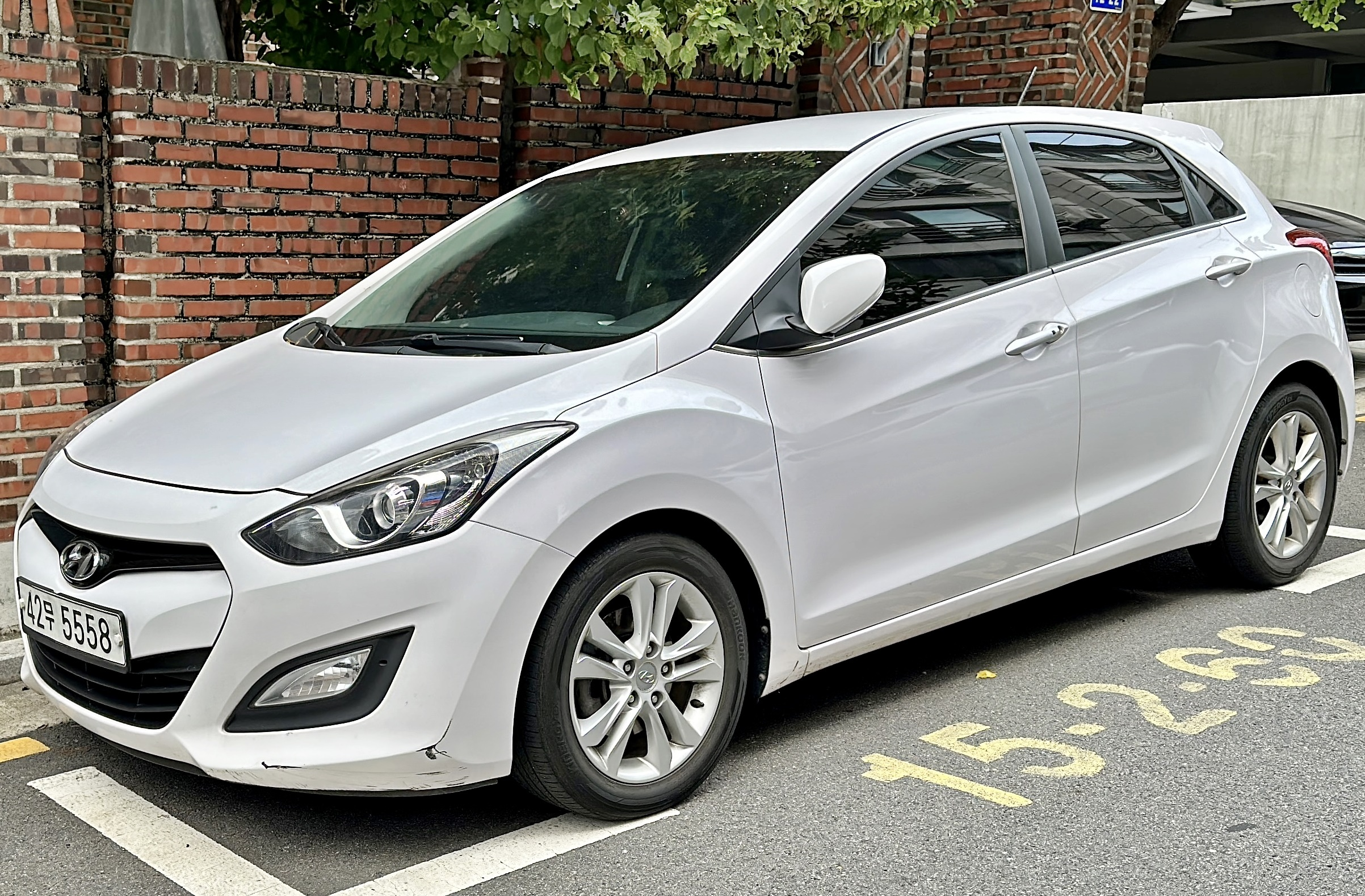
현대 i30 (5도어) 정측면

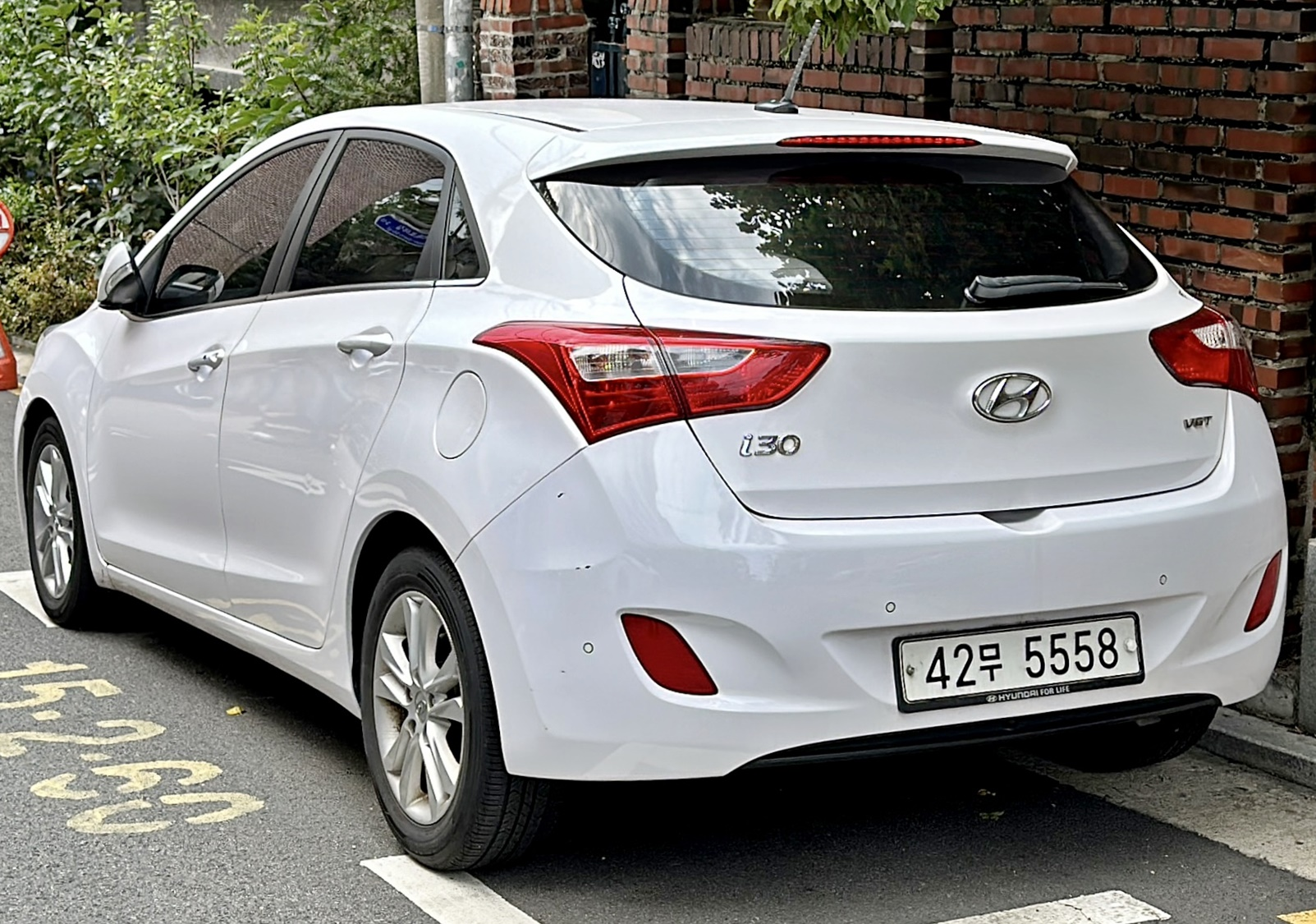
현대 i30 (5도어) 후측면

2011년 10월 20일에 출시되었다. 아반떼(MD/JK)의 전륜구동 플랫폼을 활용하여 개발되었으며, 벨로스터(FS)에 이어 현대자동차의 커뮤니케이션 브랜드인 PYL(Premium Youth Lab, 2012년 9월에 Premium Younique Lifestyle로 변경)의 차종이 되어 구입 시, 차별화된 특화 서비스를 받을 수 있다. 1.6L 감마 GDi 가솔린 엔진은 아반떼(MD/JK), 엑센트(RB) 등과 공용한다. 현대자동차의 디자인 철학인 플루이딕 스컬프처를 기반으로 창공으로 비상하는 듯한 날렵한 움직임과 바람이 품은 거침없는 에너지를 형상화한 에어로 액티브를 컨셉으로 하여 디자인이 완성되었다. 운전석 무릎 에어백을 포함한 7 에어백, 3가지 모드의 핸들링을 선택할 수 있는 플렉스 스티어, 후진하면 숨어있다가 나오는 히든 후방 카메라, 손가락 하나로 스위치를 당겨 작동시키는 전자식 파킹 브레이크(오토홀드 미적용), 루프 센터 트림을 제거한 와이드 파노라마 선루프 등이 대한민국산 준중형차 최초로 적용되었다. 리어 서스펜션은 대한민국 내수용과 미국, 캐나다 수출용에서는 토션 빔이 적용됐으나, 유럽 시장용에는 멀티링크가 적용됐다. 때문에 토션빔 적용 논란이 나오기도 했다. 미국과 캐나다에서는 엘란트라 GT로 판매되며, 1.8L 누우 MPi 가솔린 엔진이 적용된다. 5도어 스테이션 왜건은 차명이 i30cw에서 국가에 따라 i30 투어러, i30 스포츠 왜건, i30 콤비 등으로 변경되었다. 1세대에 없던 3도어 해치백도 추가되었으나, 3도어 해치백과 5도어 스테이션 왜건은 유럽에서만 판매된다. 2013년 3월 11일에 출시된 2013년형은 편의 사양 조절을 통하여 유니크 트림의 가격을 낮추고, PYL 트림이 익스트림 트림을 대체하였다. 2014년 4월 15일에는 2.0L 누우 GDi 가솔린 엔진, 다이나믹 드라이빙 시스템, 단단한 서스펜션, 패들 쉬프트, 수출용에 적용된 스포츠 라디에이터 그릴, 11가지 컬러를 선택할 수 있는 17인치 튜익스 크래용 알루미늄 휠, 건메탈 가니쉬, 크루즈 컨트롤 등이 적용된 D 스펙 트림이 추가되었다.

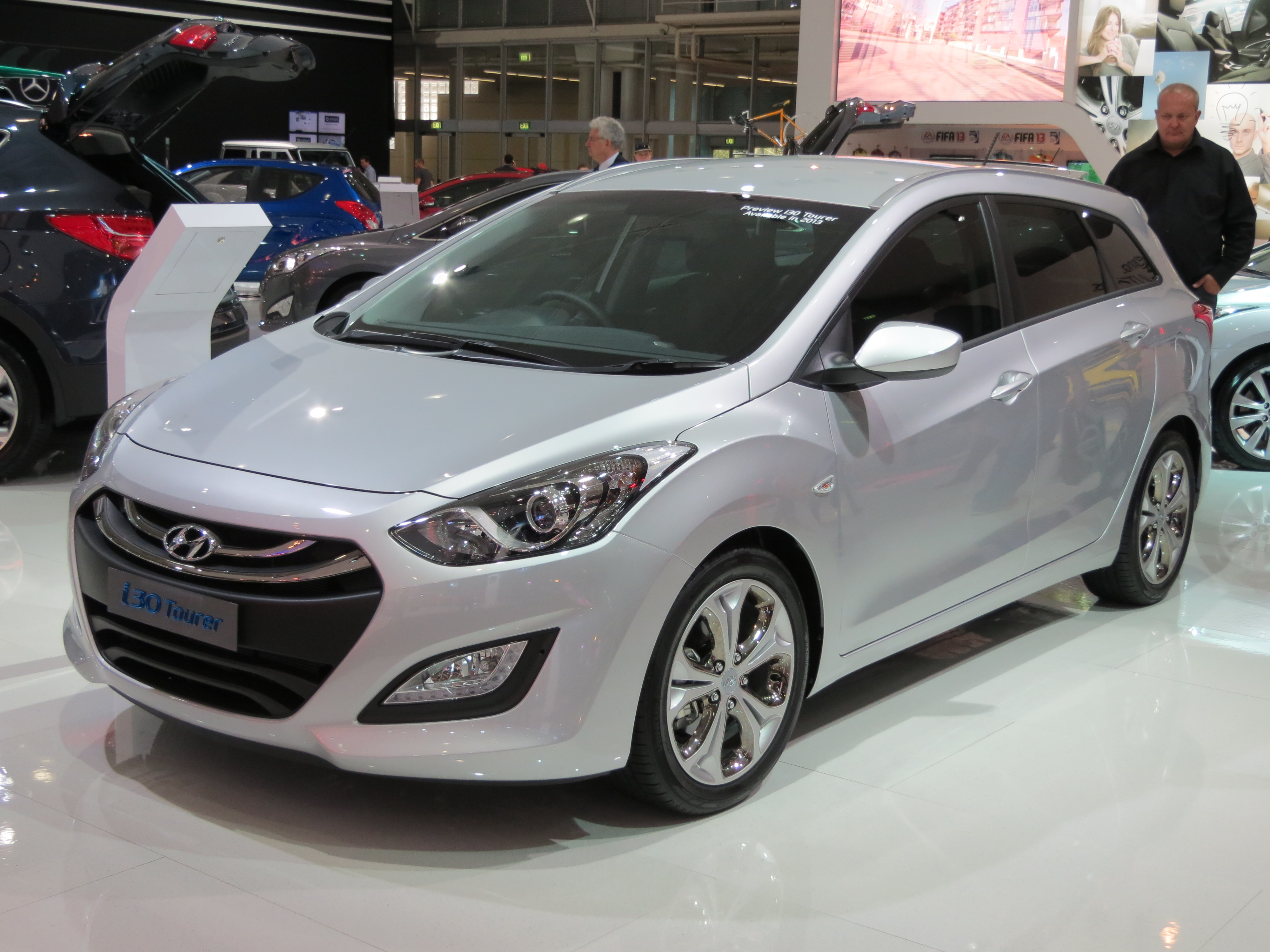
현대 i30 투어링 정측면
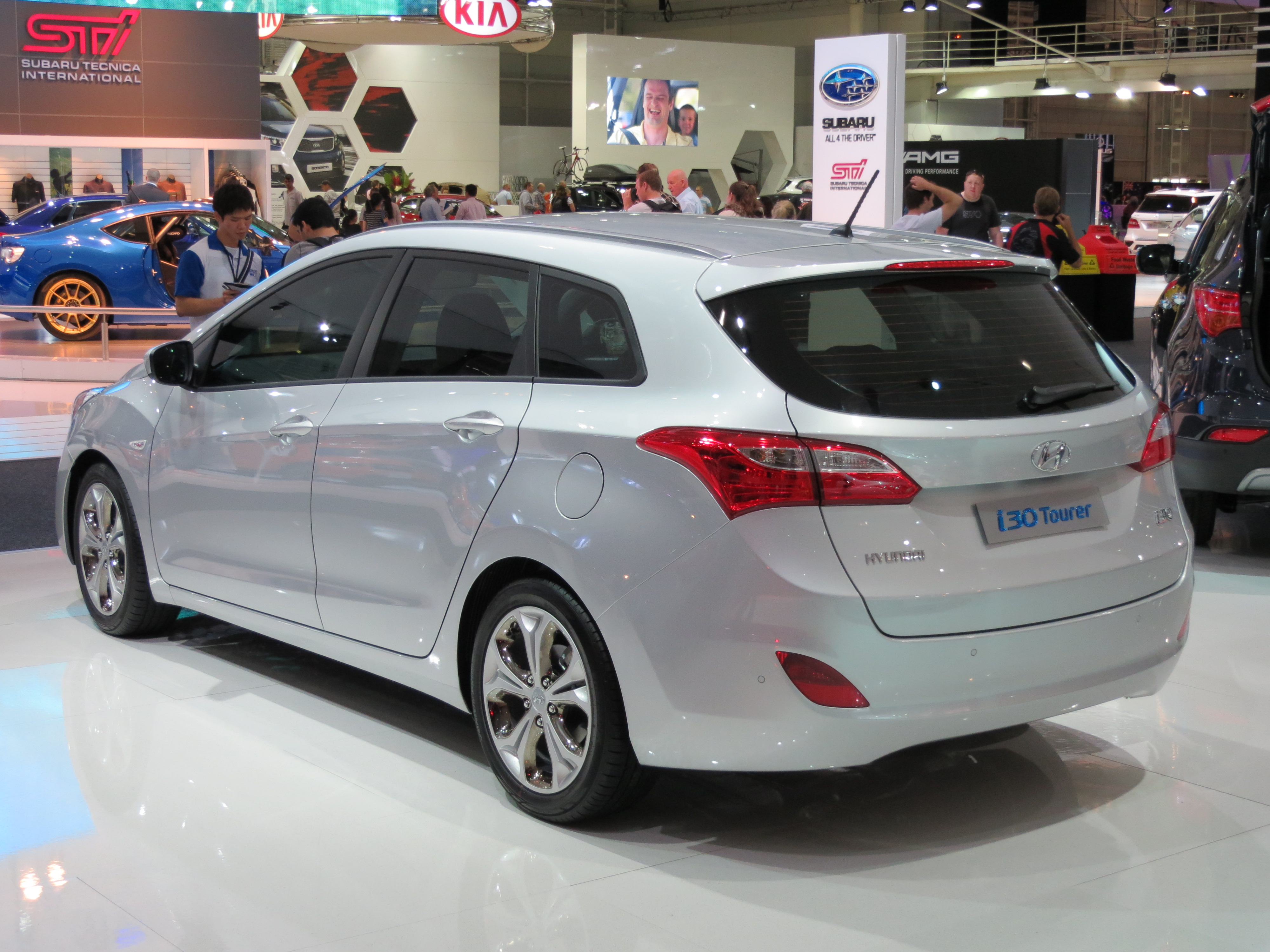
현대 i30 투어링 후측면
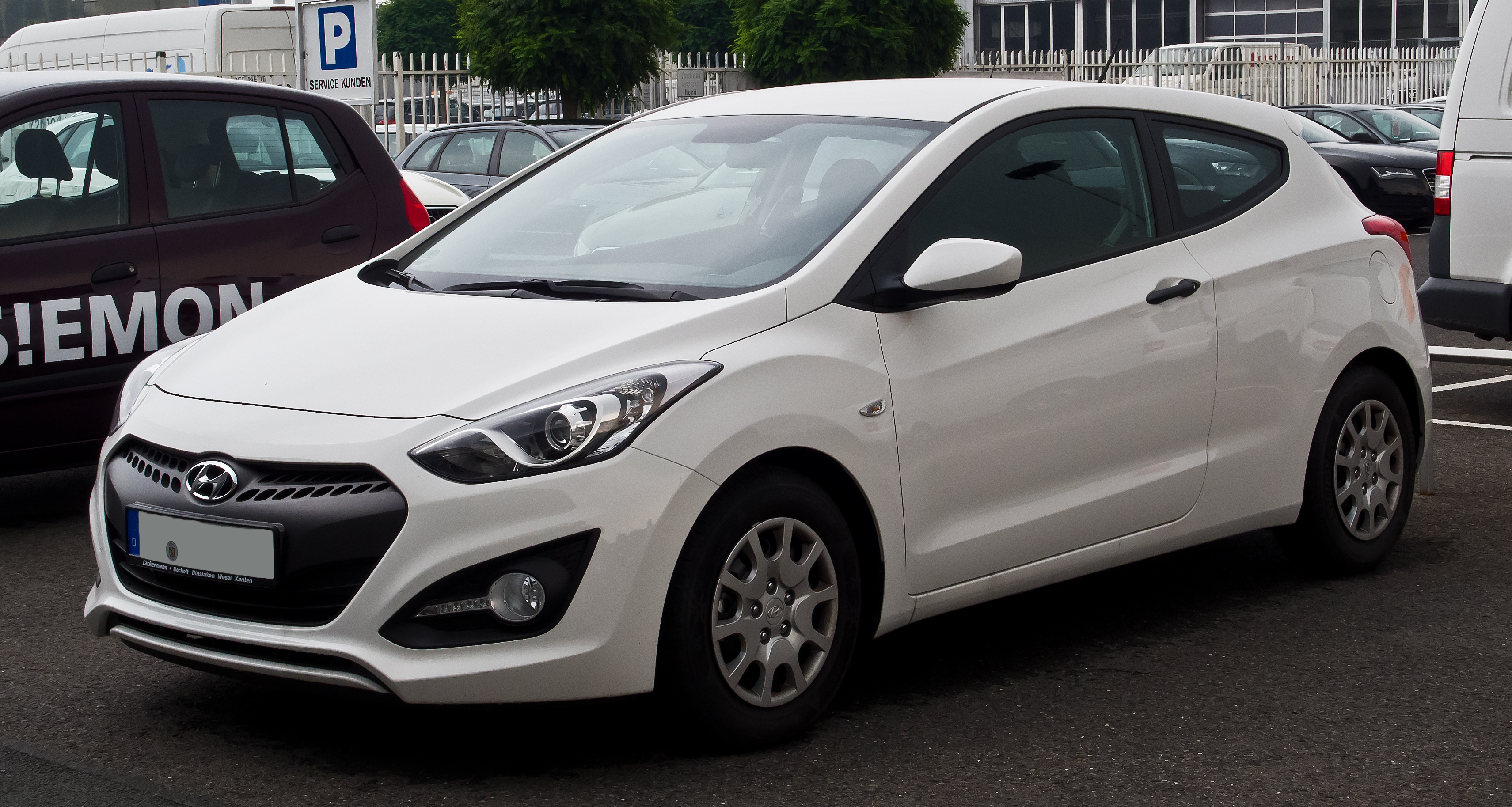
현대 i30 (3도어) 정측면
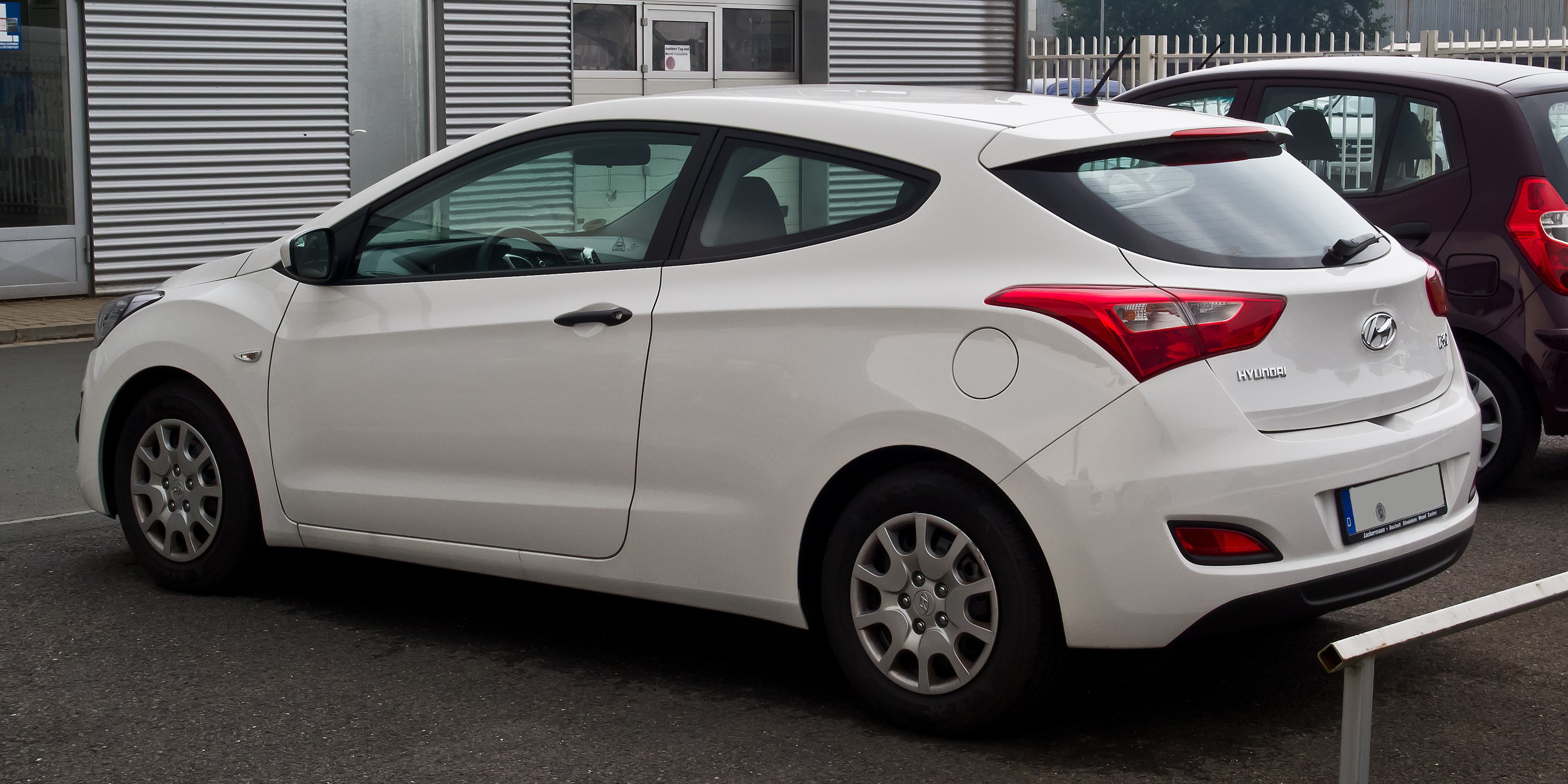
현대 i30 (3도어) 후측면

| 구분                 | i30 1.6L U Ⅱ VGT | i30 1.6L 감마 GDi                                                    | i30 1.6L 감마 GDi 블루 세이버(ISG 장착)                              | i30 2.0L 누우 GDi                                                                |                   |
| -------------------- | --- | -------------------------------------------------------------------- | -------------------------------------------------------------------- | -------------------------------------------------------------------------------- | ----------------- |
| 전장 (mm)            | 4,300 | 4,300                                                                | 4,300                                                                | 4,300                                                                            |                   |
| 전폭 (mm)            | 1,780 | 1,780                                                                | 1,780                                                                | 1,780                                                                            |                   |
| 전고 (mm)            | 1,470 | 1,470                                                                | 1,470                                                                | 1,470                                                                            |                   |
| 축거 (mm)            | 2,650 | 2,650                                                                | 2,650                                                                | 2,650                                                                            |                   |
| 윤거 (전, mm)        | 1,555(195/65R15, 205/55R16) 1,549(215/45R17)                                                                                  | 1,555(195/65R15, 205/55R16) 1,549(215/45R17)                         | 1,555(195/65R15, 205/55R16) 1,549(215/45R17)                         | 1,555(195/65R15, 205/55R16) 1,549(215/45R17)                                     |                   |
| 윤거 (후, mm)        | 1,568(195/65R15, 205/55R16) 1,562(215/45R17)                                                                                  | 1,568(195/65R15, 205/55R16) 1,562(215/45R17)                         | 1,568(195/65R15, 205/55R16) 1,562(215/45R17)                         | 1,568(195/65R15, 205/55R16) 1,562(215/45R17)                                     |                   |
| 승차 정원            | 5명 | 5명                                                                  | 5명                                                                  | 5명                                                                              |                   |
| 변속기               | 수동 6단 자동 6단 | 자동 6단                                                             | 자동 6단                                                             | 수동 6단 자동 6단                                                                | 수동 6단 자동 6단 |
| 서스펜션 (전/후)     | 맥퍼슨 스트럿/토션 빔 맥퍼슨 스트럿/멀티 링크(수출형)                                                                         | 맥퍼슨 스트럿/토션 빔 맥퍼슨 스트럿/멀티 링크(수출형)                | 맥퍼슨 스트럿/토션 빔 맥퍼슨 스트럿/멀티 링크(수출형)                | 맥퍼슨 스트럿/토션 빔 맥퍼슨 스트럿/멀티 링크(수출형)                            |                   |
| 구동 형식            | 전륜구동 | 전륜구동                                                             | 전륜구동                                                             | 전륜구동                                                                         |                   |
| 엔진 형식            | D4FB | G4FD                                                                 | G4FD                                                                 | G4NC                                                                             |                   |
| 연료                 | 디젤 | 가솔린                                                               | 가솔린                                                               | 가솔린                                                                           | 가솔린            |
| 배기량 (cc)          | 1,582 | 1,591                                                                | 1,591                                                                | 1,999                                                                            |                   |
| 최고 출력 (ps/rpm)   | 128/4,000 | 140/6,300                                                            | 140/6,300                                                            | 172/6,500                                                                        | 172/6,500         |
| 최대 토크 (kg*m/rpm) | 26.5/1,900~2,750 | 17.0/4,850                                                           | 17.0/4,850                                                           | 21.0/4,700                                                                       |                   |
| 연료 탱크 용량 (L)   | 50 | 50                                                                   | 50                                                                   | 50                                                                               |                   |
| 요소수 탱크 용량 (L) | - | -                                                                    | -                                                                    | -                                                                                |                   |
| 공차 중량 (kg)       | 1,275(수동 6단)/ 1,290(자동 6단)                                                                                              | 1,210(자동 6단) (이후 1,231(자동 6단)로 변경)                        | 1,210(자동 6단) (이후 1,231(자동 6단)로 변경)                        | 1,300(수동 6단)/ 1,325(자동 6단)                                                 |                   |
| 연비 (km/L)          | 23.0(수동 6단)/ 20.0(자동 6단) (이후 도심 16.3/고속 20.5/복합 17.9(수동 6단)/ 도심 14.4/고속 19.0/복합 16.2(자동 6단)로 변경) | 16.3(자동 6단) (이후 도심 12.0/고속 15.7/복합 13.5(자동 6단)로 변경) | 17.3(자동 6단) (이후 도심 12.5/고속 15.7/복합 13.8(자동 6단)로 변경) | 도심 11.4/고속 14.5/복합 12.6(수동 6단)/ 도심 10.3/고속 14.1/복합 11.7(자동 6단) |                   |
| Co2 배출량 (g/km)    | 117(수동 6단)/ 134(자동 6단) (이후 107(수동 6단)/ 120(자동 6단)로 변경)                                                       | 144(자동 6단) (이후 128(자동 6단)로 변경)                            | 135(자동 6단) (이후 125(자동 6단)로 변경)                            | 138(수동 6단)/ 149(자동 6단)                                                     |                   |

#### 라인업
| 구분 | i30 1.6L 가솔린                                                                                        | i30 1.6L 디젤                                                                 | i30 2.0L 가솔린 |
| ---- | --- | ----------------------------------------------------------------------------- | --------------- |
| i30  | 유니크 블루 세이버(2013년 단종) 익스트림(2013년 PYL, PYL 튜익스 크래용, PYL 튜익스 블랙 라이트로 대체) | 유니크 익스트림(2013년 PYL, PYL 튜익스 크래용, PYL 튜익스 블랙 라이트로 대체) | D 스펙          |

### 더 뉴 i30(2015년1월~2016년9월)

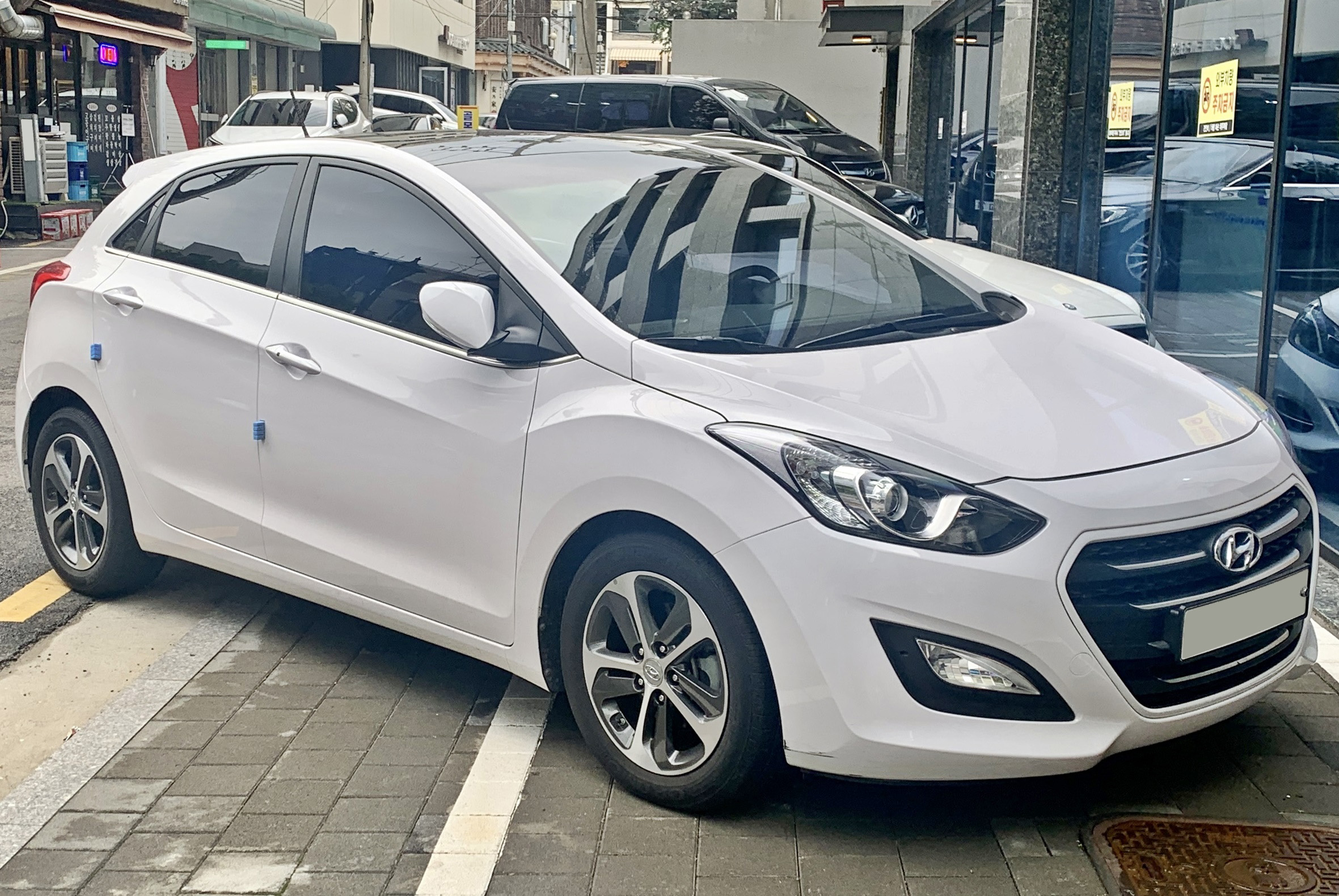
현대 더 뉴 i30 정측면

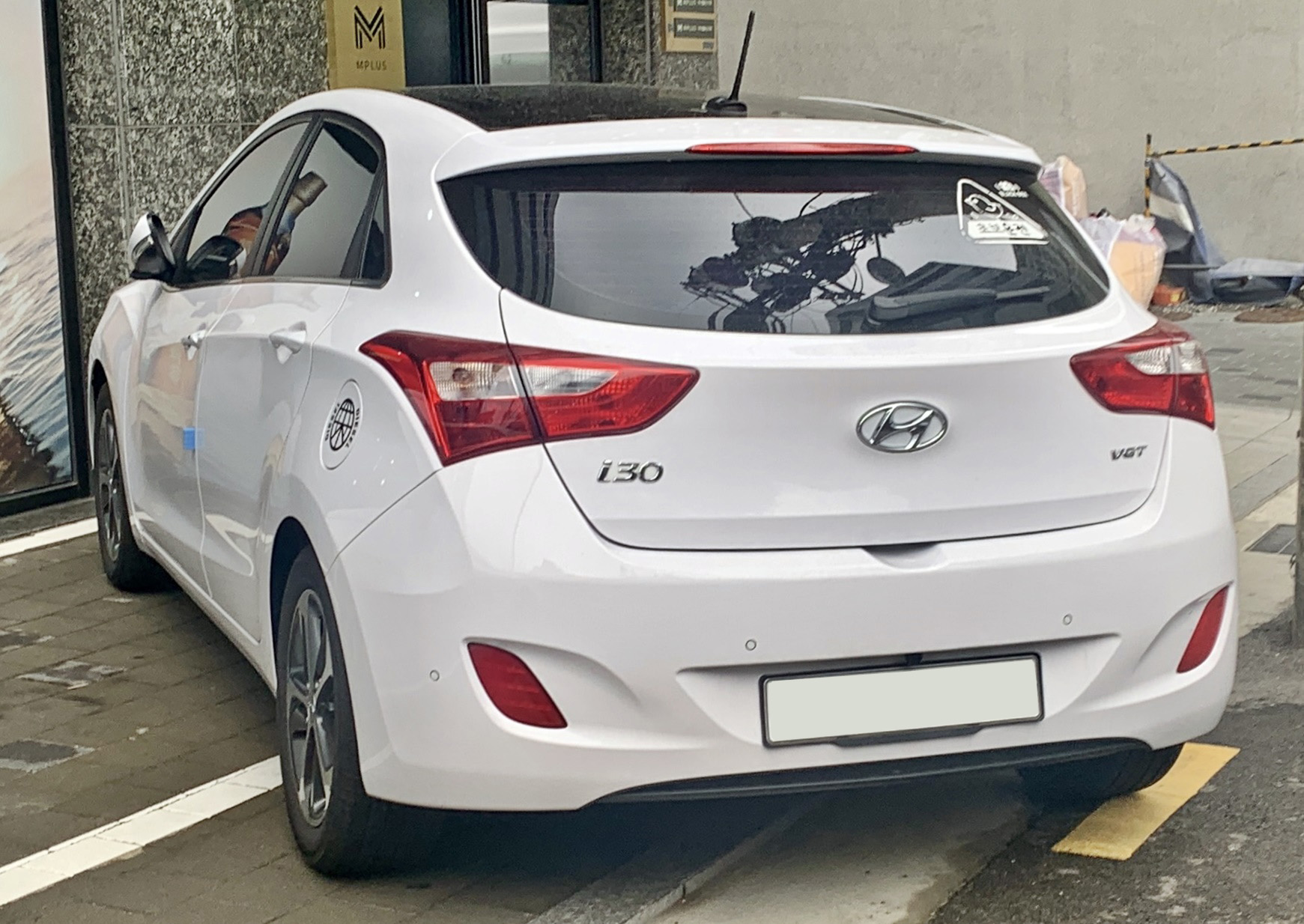
현대 더 뉴 i30 후측면

2015년 1월 21일에 출시된 더 뉴 i30는 라디에이터 그릴과 알루미늄 휠의 디자인이 바뀌고, 1.6L U Ⅱ VGT 디젤 엔진은 유로 6 기준을 충족시킴과 동시에 7단 듀얼 클러치 자동변속기가 새롭게 조합되었다. 아울러 1.6L 감마 GDi 가솔린 엔진은 삭제되었다. 속도 감응형 전동식 파워 스티어링 휠의 데이터 처리 단위를 개선해 조향 응답성을 높였고, 모든 트림에 타이어 공기압 경보 장치가 기본 적용되었다.
| 구분                 | 더 뉴 i30 1.6L U Ⅱ VGT (15인치 타이어)              | 더 뉴 i30 1.6L U Ⅱ VGT (16/17인치 타이어)           | 더 뉴 i30 2.0L 누우 GDi                                                          |
| -------------------- | --------------------------------------------------- | --------------------------------------------------- | -------------------------------------------------------------------------------- |
| 전장 (mm)            | 4,300                                               | 4,300                                               | 4,300                                                                            |
| 전폭 (mm)            | 1,780                                               | 1,780                                               | 1,780                                                                            |
| 전고 (mm)            | 1,470                                               | 1,470                                               | 1,470                                                                            |
| 축거 (mm)            | 2,650                                               | 2,650                                               | 2,650                                                                            |
| 윤거 (전, mm)        | 1,549(215/45R17)                                    | 1,549(215/45R17)                                    | 1,549(215/45R17)                                                                 |
| 윤거 (후, mm)        | 1,562(215/45R17)                                    | 1,562(215/45R17)                                    | 1,562(215/45R17)                                                                 |
| 승차 정원            | 5명                                                 | 5명                                                 | 5명                                                                              |
| 변속기               | 듀얼 클러치 자동 7단                                | 듀얼 클러치 자동 7단                                | 수동 6단 자동 6단                                                                |
| 서스펜션 (전/후)     | 맥퍼슨 스트럿/토션 빔                               | 맥퍼슨 스트럿/토션 빔                               | 맥퍼슨 스트럿/토션 빔                                                            |
| 구동 형식            | 전륜구동                                            | 전륜구동                                            | 전륜구동                                                                         |
| 엔진 형식            | D4FB                                                | D4FB                                                | G4NC                                                                             |
| 연료                 | 디젤                                                | 디젤                                                | 가솔린                                                                           |
| 배기량 (cc)          | 1,582                                               | 1,582                                               | 1,999                                                                            |
| 최고 출력 (ps/rpm)   | 136/4,000                                           | 136/4,000                                           | 172/6,500                                                                        |
| 최대 토크 (kg*m/rpm) | 30.6/1,750~2,500                                    | 30.6/1,750~2,500                                    | 21.0/4,700                                                                       |
| 연료 탱크 용량 (L)   | 50                                                  | 50                                                  | 50                                                                               |
| 요소수 탱크 용량 (L) | -                                                   | -                                                   | -                                                                                |
| 공차 중량 (kg)       | 1,350(듀얼 클러치 자동 7단)                         | 1,355(듀얼 클러치 자동 7단)                         | 1,300(수동 6단)/ 1,325(자동 6단)                                                 |
| 연비 (km/L)          | 도심 16.9/고속 19.0/복합 17.8(듀얼 클러치 자동 7단) | 도심 16.6/고속 18.4/복합 17.3(듀얼 클러치 자동 7단) | 도심 11.3/고속 14.9/복합 12.7(수동 6단)/ 도심 10.5/고속 13.9/복합 11.8(자동 6단) |
| Co2 배출량 (g/km)    | 108(듀얼 클러치 자동 7단)                           | 111(듀얼 클러치 자동 7단)                           | 137(수동 6단)/ 148(자동 6단)                                                     |

#### 라인업
| 구분      | 더 뉴 i30 1.6L 디젤               | 더 뉴 i30 2.0L 가솔린                    |
| --------- | --------------------------------- | ---------------------------------------- |
| 더 뉴 i30 | 유니크 PYL PYL 튜익스 블랙 라이트 | 유니크 PYL PYL 튜익스 블랙 라이트 D 스펙 |

## 3세대(PD)

### i30(2016년9월~2023년12월)

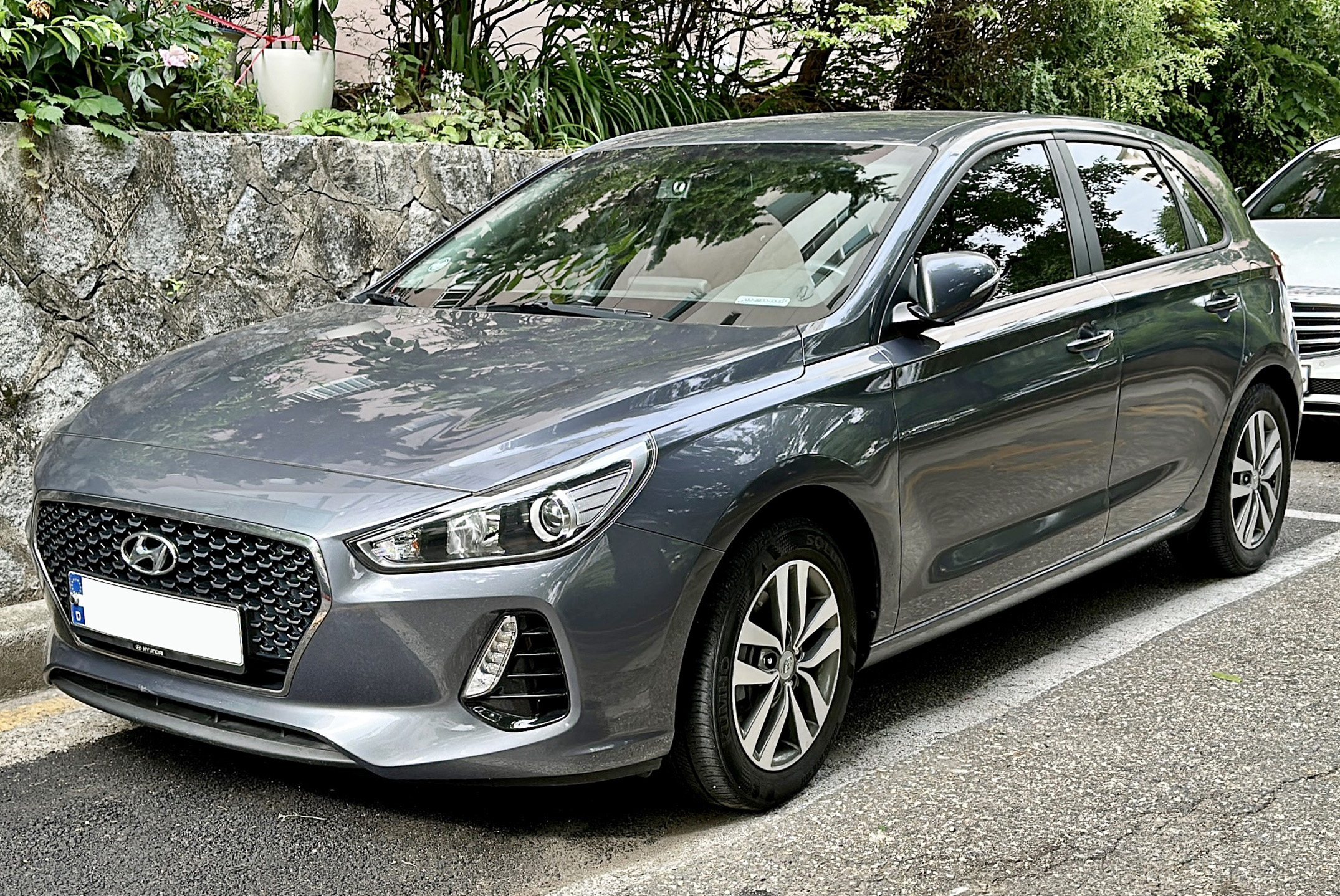
현대 i30 정측면

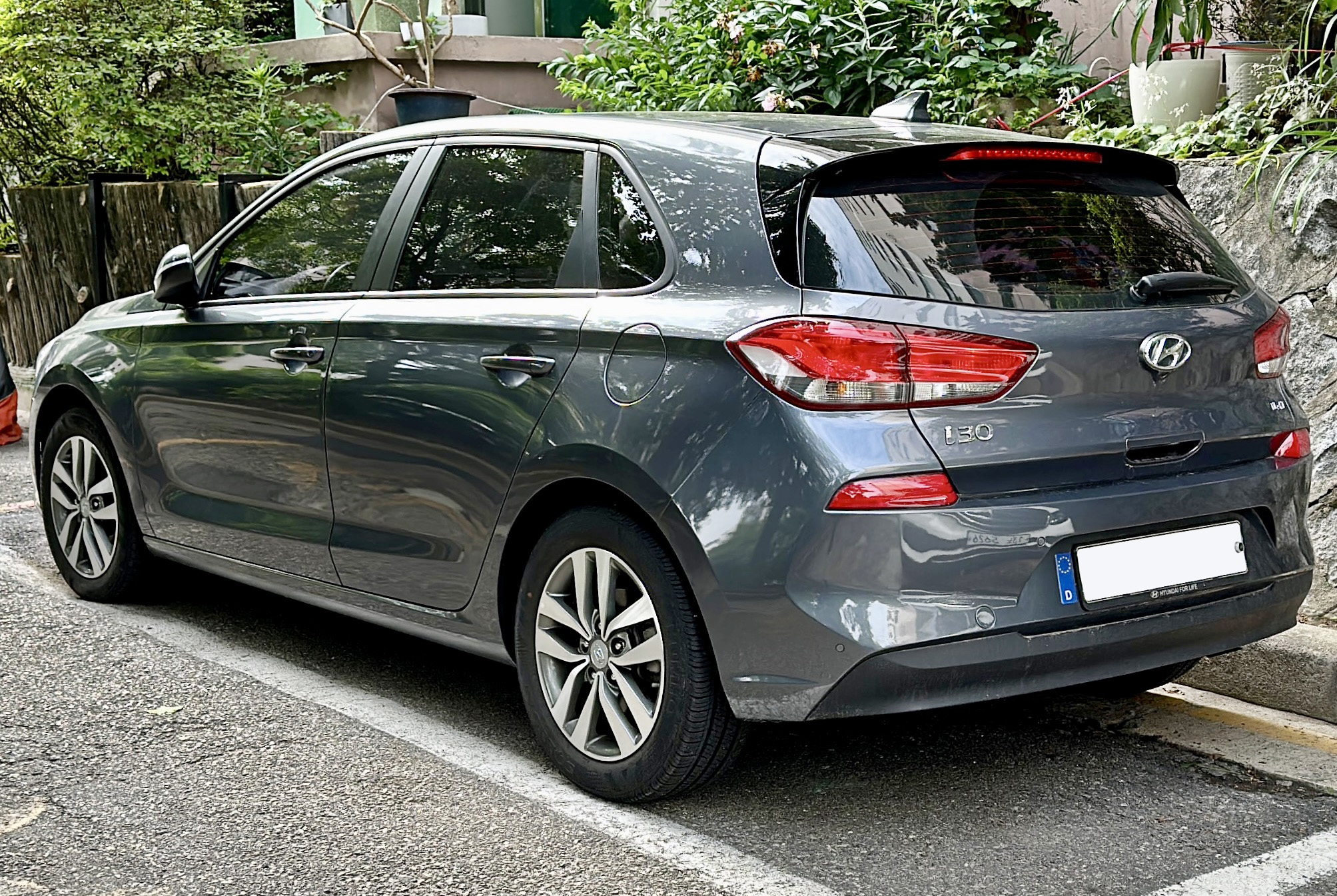
현대 i30 후측면

2016년 9월 8일에 출시했다. 아반떼(AD)의 전륜구동 플랫폼을 활용하여 개발되었으며, 용광로에서 녹아 내리는 쇳물과 도자기의 곡선을 형상화한 캐스캐이딩 라디에이터 그릴이 적용되었다. 이는 앞으로 현대자동차에서 출시되는 차종에 확대 적용될 계획이다. 캡 포워드 형상의 2세대와는 달리, 후드를 25mm 늘려 역동적인 느낌을 구현하였다. 일반 강판보다 강도가 2배 이상 높은 초고장력 강판의 비율이 기존의 27%에서 53.5%로 늘었고, 트렁크 적재 용량도 17L 늘어난 395L이다. 대한민국에서 생산된 2세대는 리어 서스펜션이 토션 빔이었으나, 3세대부터는 다시 멀티링크로 회귀하였다. 여기에 대용량 브레이크 디스크가 기본 적용되어 보다 높은 주행 성능을 이끌었다. 2017년 7월 13일(독일 현지 시간)에는 패스트백이 처음 공개되었으나, 유럽에서만 판매하고 있다. 2018년 10월 24일에 출시된 N 라인 트림은 고성능 N의 감성을 느낄 수 있도록 블랙 메쉬 타입 라디에이터 그릴, 블랙 베젤 헤드 램프, 전용 범퍼, 일부 튜닝된 서스펜션, 미쉐린 PS4 타이어 등이 적용되어 고성능 N의 감성을 느낄 수 있도록 하였다.
대한민국 내수용에는 140마력 1.4리터 카파 가솔린 터보 엔진과 204마력 1.6리터 감마 가솔린 터보 엔진, 136마력 1.6리터 커먼레일 디젤 엔진이 적용됐다. 그 중 1.4리터 카파 터보 엔진은 배기가스 규제에 걸려 2019년 10월에 대한민국 내수에서 판매가 중단됐다.
2020년 2월에 페이스리프트했지만 대한민국에서는 아반떼, 쏘나타, 그랜저 등 현대의 대표차의 비중으로 판매 실적 부진으로 페이스리프트 모델을 내놓지 않기로 하고, 동년 5월 말부터 내수 판매를 완전히 중단한다. 이에 따라 형제차인 기아 씨드와 같이 i30도 외국에서만 판매하는 모델이 되었다. 이후 북미 시장에서도 동년 9월에 판매가 중단되었다.
지속된 SUV의 강세로 인해 해치백의 수요가 급감하자 2023년 12월을 마지막으로 울산 공장에서의 생산이 중단되고, 체코 공장에서만 유럽 현지 물량을 생산한다고 밝혔다.

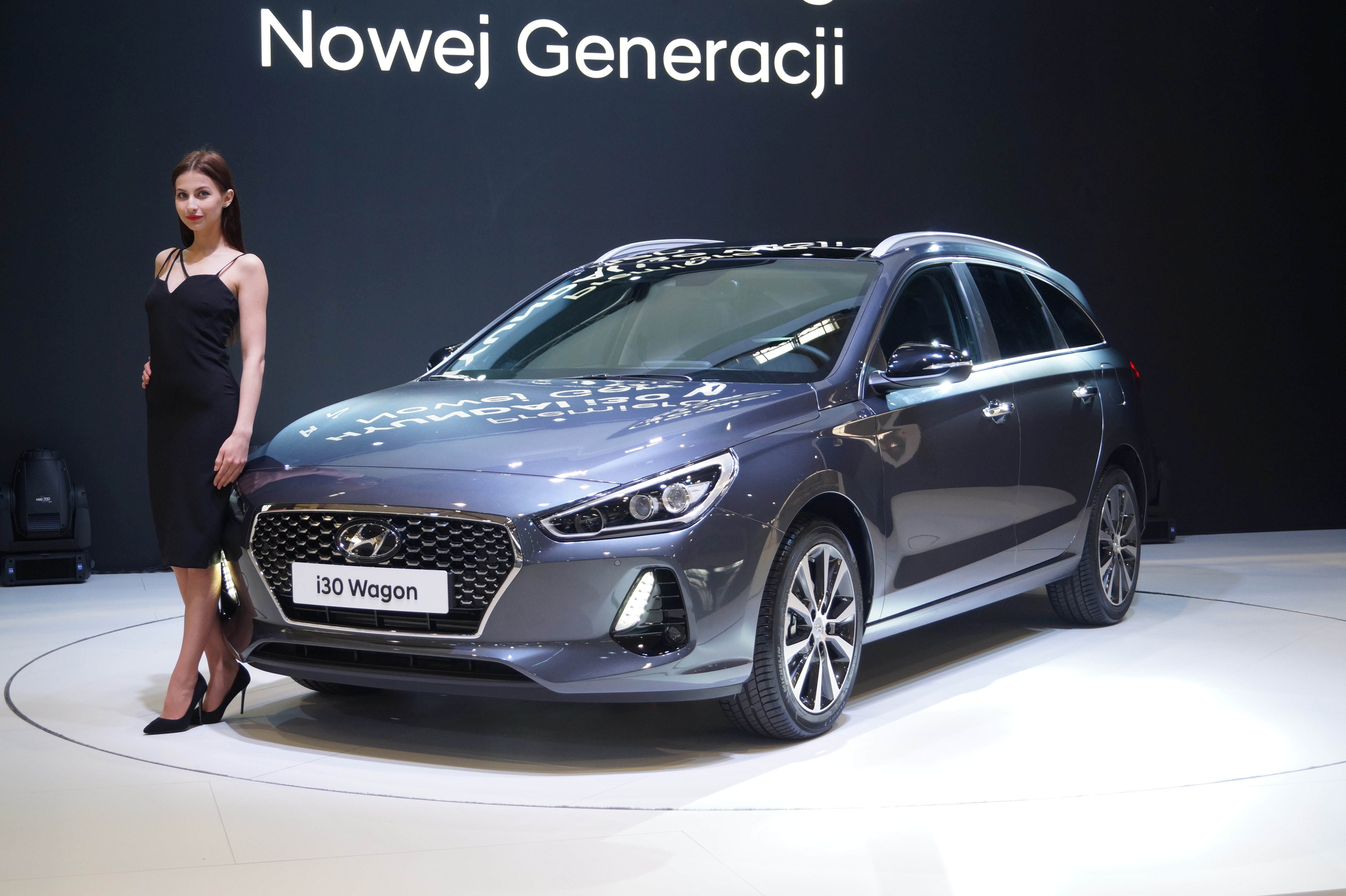
현대 i30 투어링 정측면
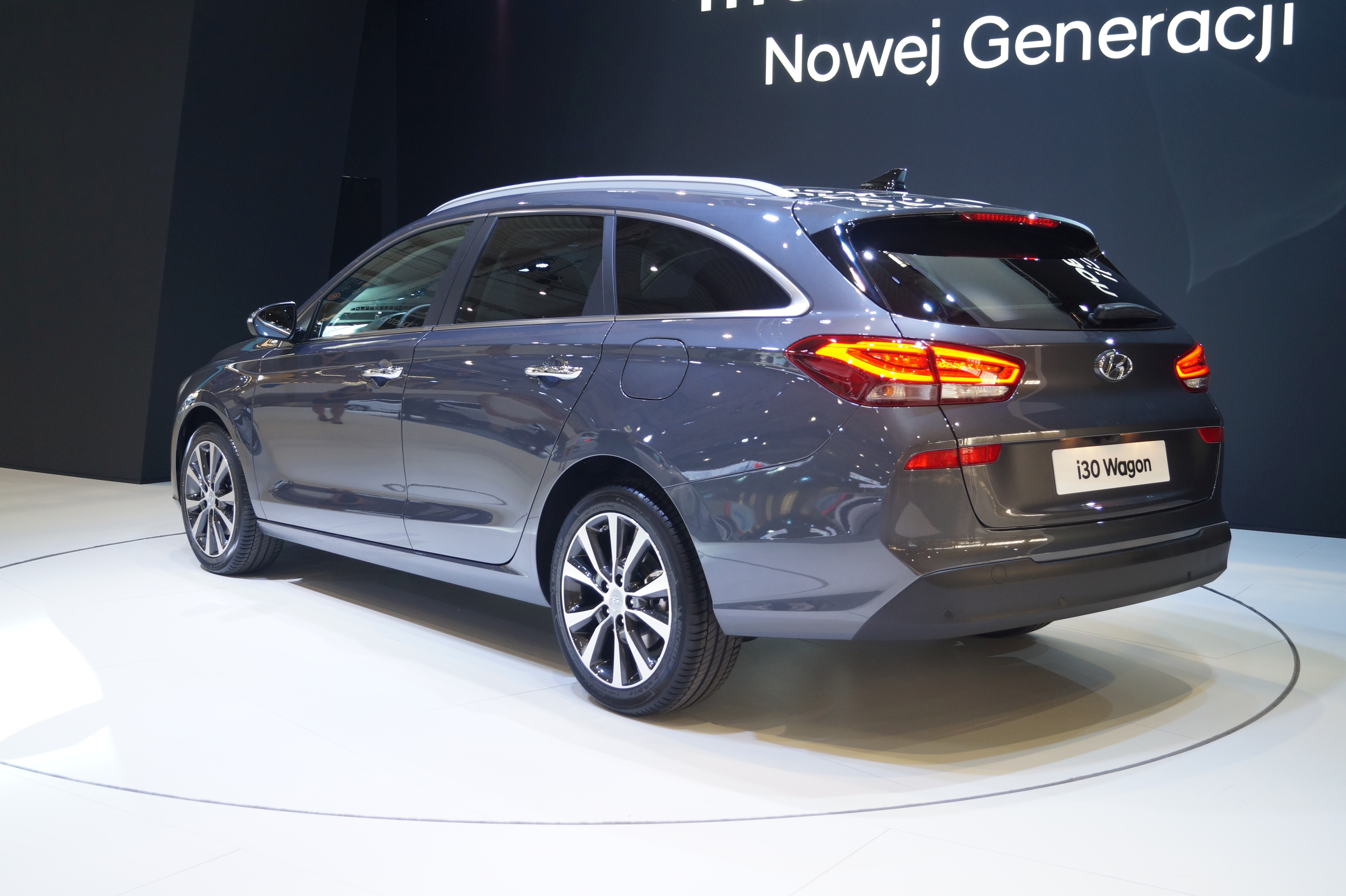
현대 i30 투어링 후측면
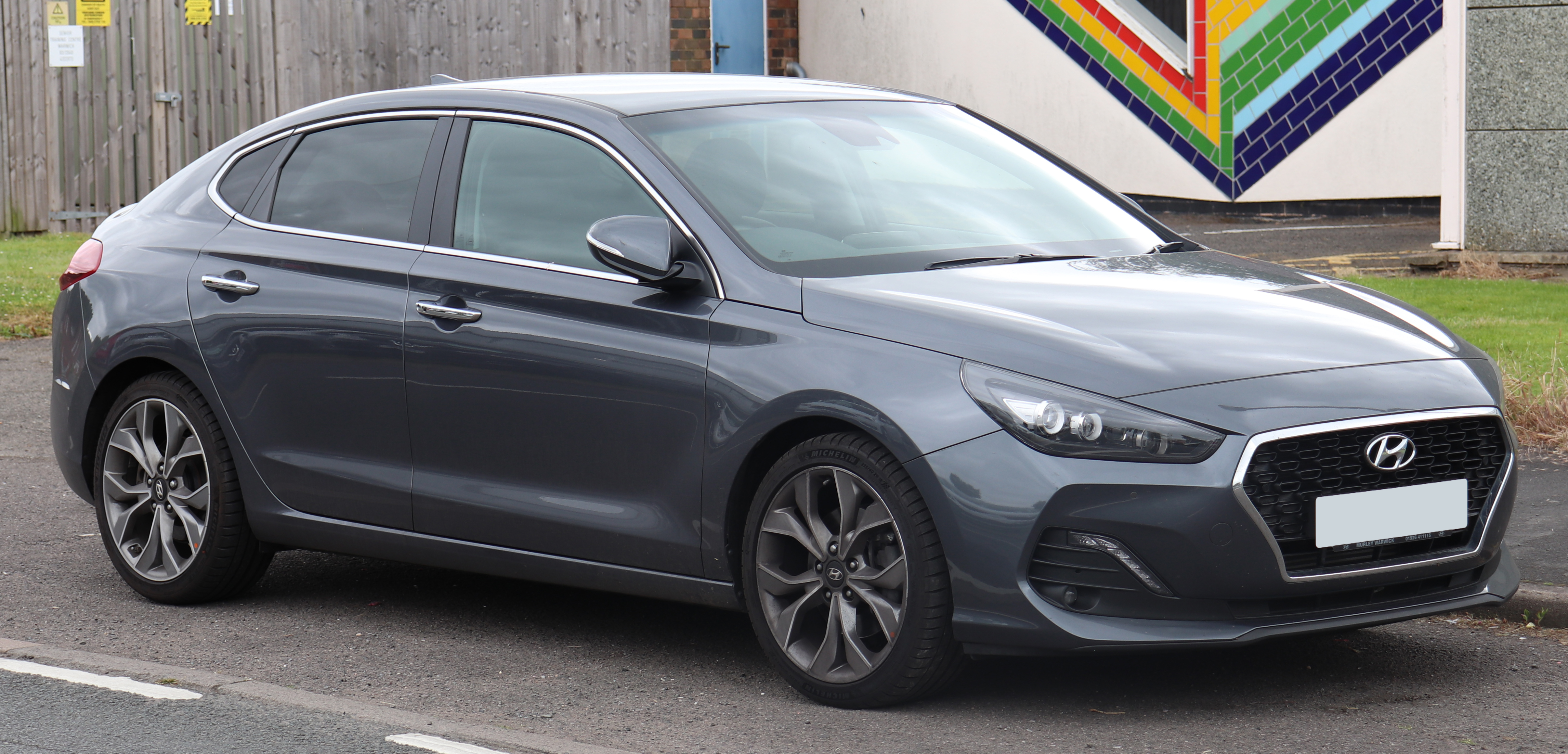
현대 i30 패스트백 정측면
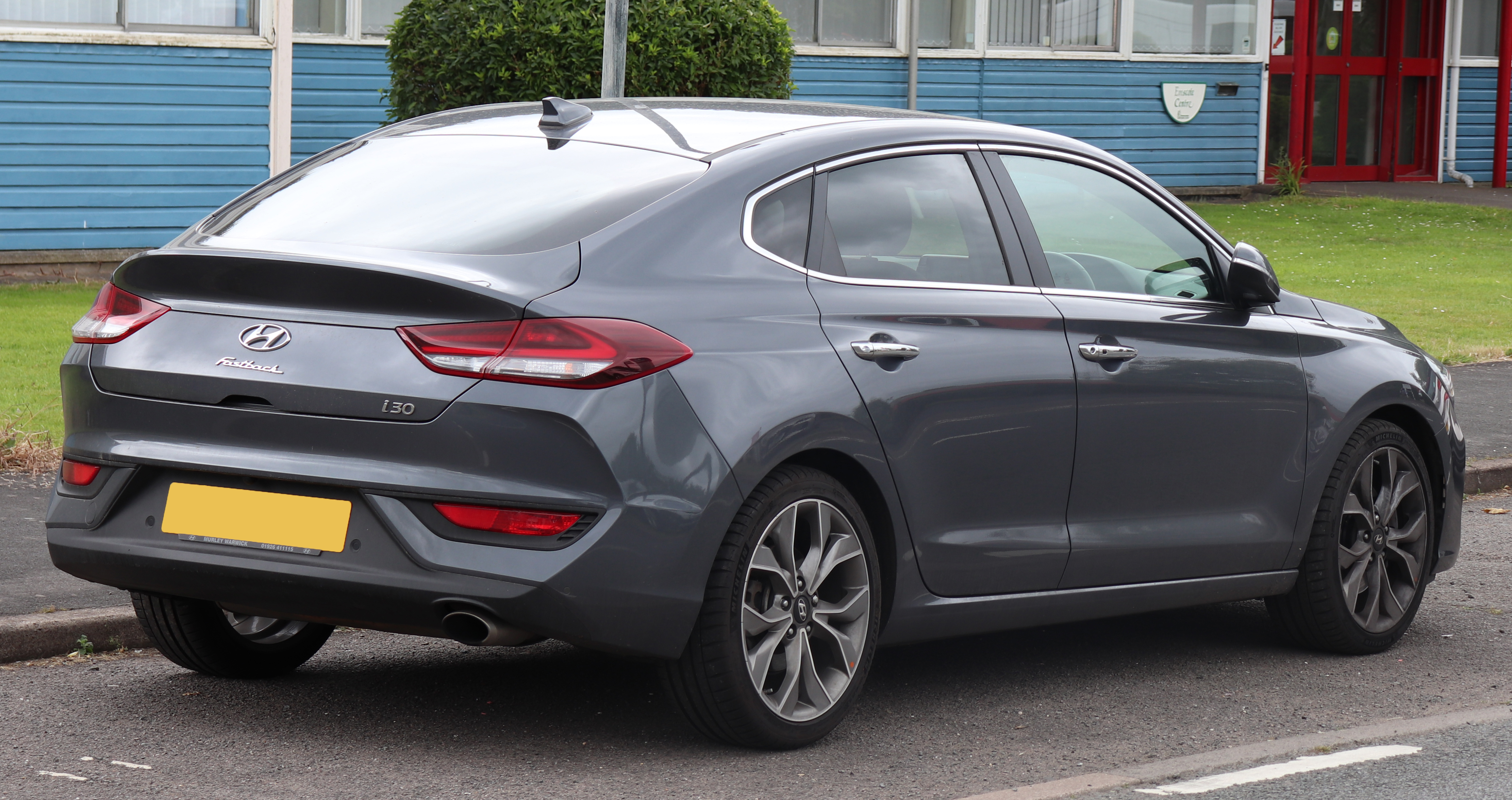
현대 i30 패스트백 후측면

| 구분                 | i30 1.6L U Ⅱ VGT                                    | i30 1.4L 카파 GDi 터보                              | i30 1.6L 감마 GDi 터보 |
| -------------------- | --------------------------------------------------- | --------------------------------------------------- | --- |
| 전장 (mm)            | 4,340                                               | 4,340                                               | 4,340 |
| 전폭 (mm)            | 1,795                                               | 1,795                                               | 1,795 |
| 전고 (mm)            | 1,455                                               | 1,455                                               | 1,455 |
| 축거 (mm)            | 2,650                                               | 2,650                                               | 2,650 |
| 윤거 (전, mm)        | 1,559(R16) 1,553(R17)                               | 1,559(R16) 1,553(R17)                               | 1,549(R18) |
| 윤거 (후, mm)        | 1,573(R16) 1,567(R17)                               | 1,573(R16) 1,567(R17)                               | 1,563(R18) |
| 승차 정원            | 5명                                                 | 5명                                                 | 5명 |
| 변속기               | 듀얼 클러치 자동 7단                                | 듀얼 클러치 자동 7단                                | 듀얼 클러치 자동 7단 |
| 서스펜션 (전/후)     | 맥퍼슨 스트럿/멀티 링크                             | 맥퍼슨 스트럿/멀티 링크                             | 맥퍼슨 스트럿/멀티 링크 |
| 구동 형식            | 전륜구동                                            | 전륜구동                                            | 전륜구동 |
| 엔진 형식            | D4FB                                                | G4LD                                                | G4FJ |
| 연료                 | 디젤                                                | 가솔린                                              | 가솔린 |
| 배기량 (cc)          | 1,582                                               | 1,353                                               | 1,591 |
| 최고 출력 (ps/rpm)   | 136/4,000                                           | 140/6,000                                           | 204/6,000 |
| 최대 토크 (kg*m/rpm) | 30.6/1,750~2,500                                    | 24.7/1,500~3,200                                    | 27.0/1,500~4,500 |
| 연료 탱크 용량 (L)   | 50                                                  | 50                                                  | 50 |
| 요소수 탱크 용량 (L) | -                                                   | -                                                   | - |
| 공차 중량 (kg)       | 1,385(듀얼 클러치 자동 7단)                         | 1,325(듀얼 클러치 자동 7단)                         | 1,380(듀얼 클러치 자동 7단) (이후 1,340(수동 6단)/ 1,380(듀얼 클러치 자동 7단)으로 변경)                                                                         |
| 연비 (km/L)          | 도심 16.1/고속 18.8/복합 17.3(듀얼 클러치 자동 7단) | 도심 12.0/고속 14.4/복합 13.0(듀얼 클러치 자동 7단) | 도심 10.5/고속 13.1/복합 11.6(듀얼 클러치 자동 7단) (이후 도심 10.5/고속 12.5/복합 11.4(수동 6단)/ 도심 10.7/고속 13.3/복합 11.8(듀얼 클러치 자동 7단)으로 변경) |
| Co2 배출량 (g/km)    | 107(듀얼 클러치 자동 7단)                           | 127(듀얼 클러치 자동 7단)                           | 144(듀얼 클러치 자동 7단) (이후 148(수동 6단)/ 143(듀얼 클러치 자동 7단)으로 변경)                                                                               |

#### 라인업
| 구분 | i30 1.4L 가솔린 터보                    | i30 1.6L 가솔린 터보          | i30 1.6L 디젤        |
| ---- | --------------------------------------- | ----------------------------- | -------------------- |
| i30  | 스타일 튜너 패키지 스마트 모던 프리미엄 | 스포츠 스포츠 프리미엄 N 라인 | 스마트 모던 프리미엄 |

### i30 N(2017년9월~2022년9월)

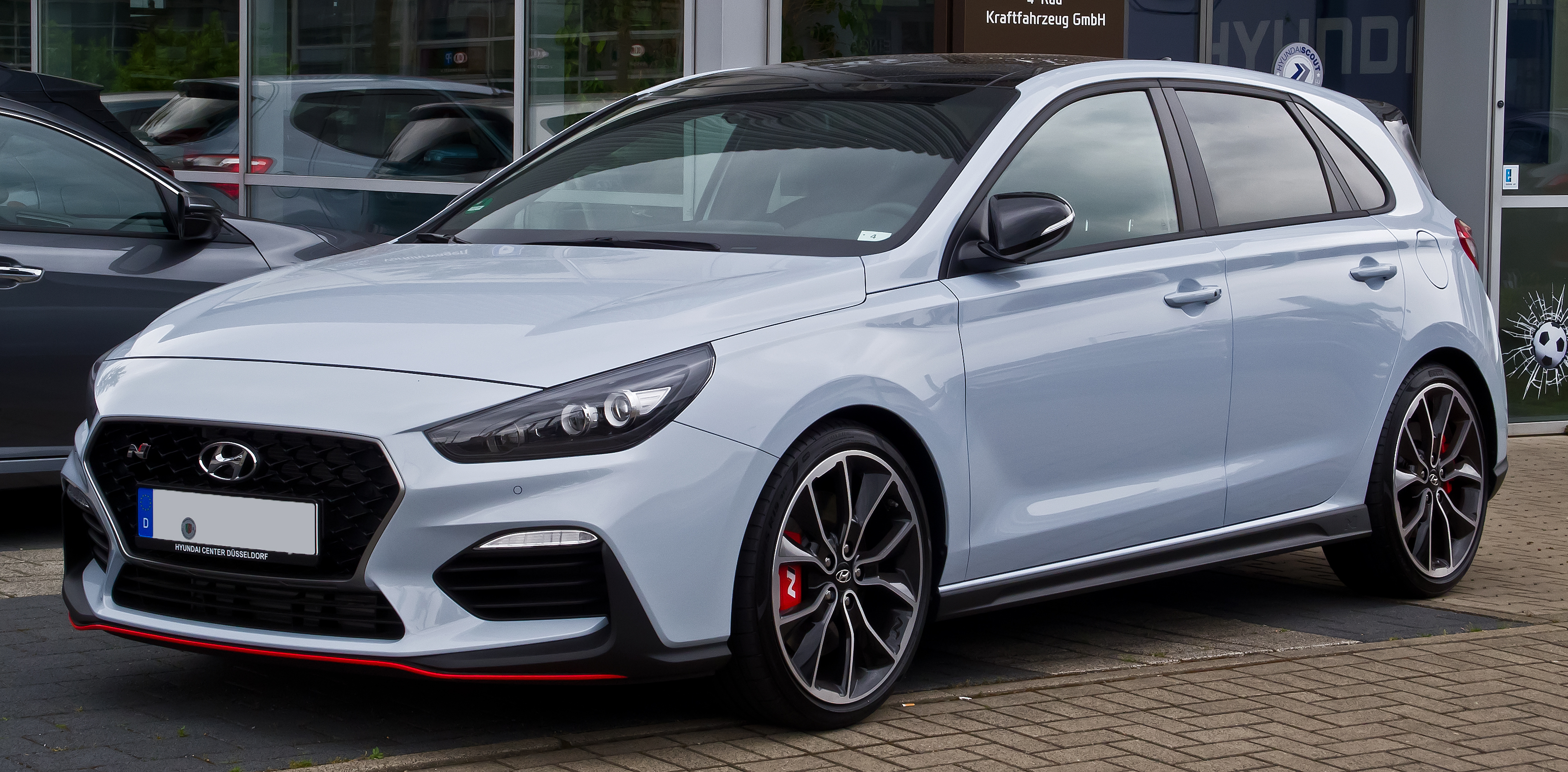
현대 i30 N 정측면

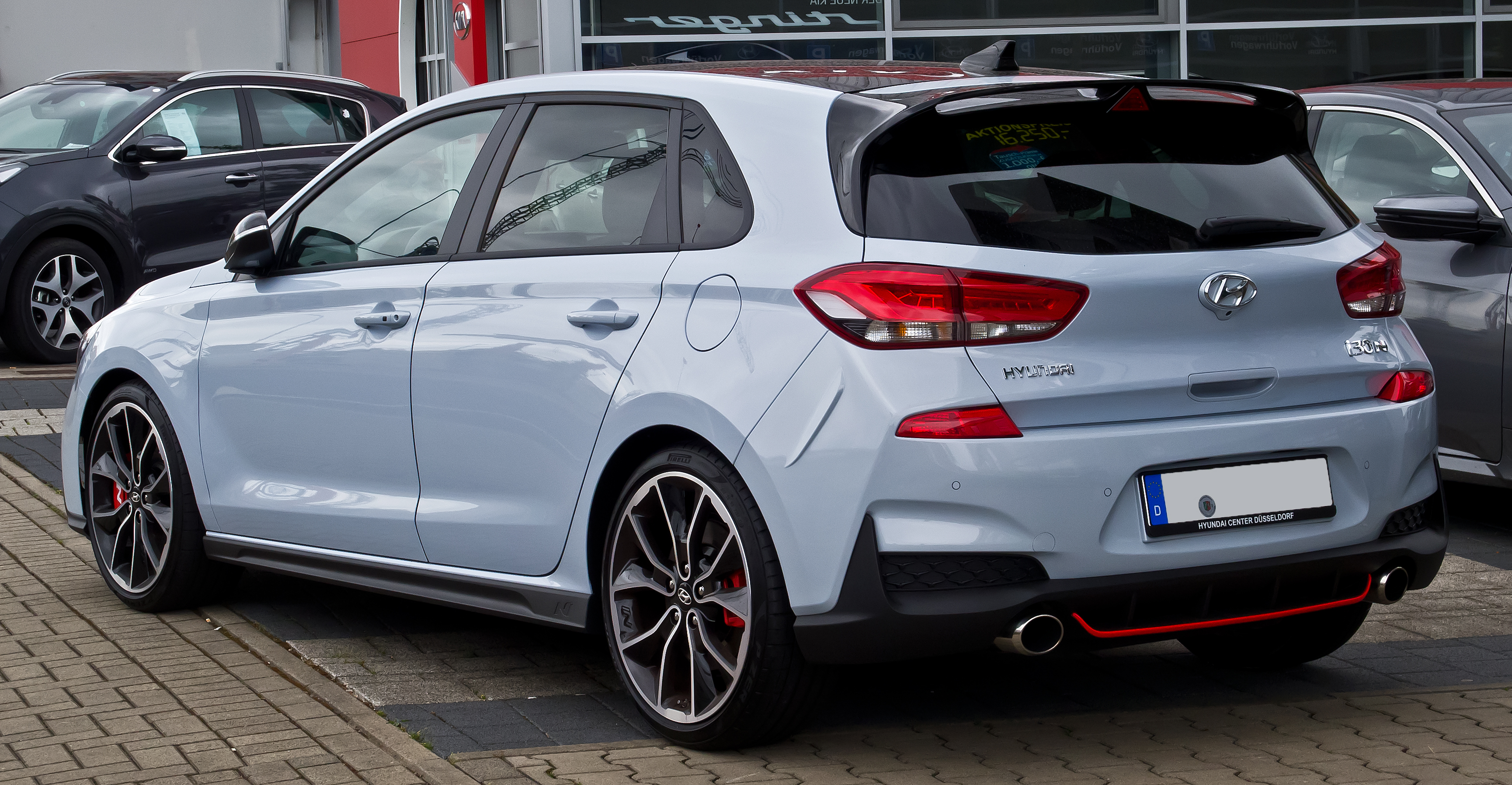
현대 i30 N 후측면

2017년 7월 13일(독일 현지 시간)에 처음 공개된 i30 N은 현대자동차가 2015년에 발표한 고성능 디비전 N의 첫 번째 라인업이다. 2.0L 세타 Ⅱ T-GDi 가솔린 엔진에 6단 수동변속기가 조합되며, 퍼포먼스 팩 기준 275마력(기본형은 240마력)의 최고 출력을 자랑한다. 일시적으로 출력을 높여주는 오버 부스트와 런치 컨트롤, 전자식 차동 제한 장치, 전자 제어 서스펜션, N 전용 고성능 타이어 등 고성능에 걸맞는 사양이 적용돠었다. 가변 배기 밸브 시스템을 통하여 주행 모드에 따라 배기음이 조절되며, N 모드와 N 커스텀 모드 등 5가지의 주행 모드가 적용되었다. 2018년 10월에 개최된 파리 모터쇼에서는 i30 N 패스트백도 선보였다. 전량 체코 현지 공장에서 생산되며, 유럽과 오스트레일리아에서만 판매된다. 한편 투어링 카 레이싱의 참가 목적으로 현대 모터 스포츠에서 출시한 i30 N TCR도 있는데, 주문하면 누구나 구입할 수 있다. 그러나 일반 도로 주행은 불가능하나, 가격은 128,000유로이다. TCR 규정에 최적화 된 섀시와 안전 사양을 갖추었다. 그러나 국내에서도 출시할 예정이라고 주장한다.

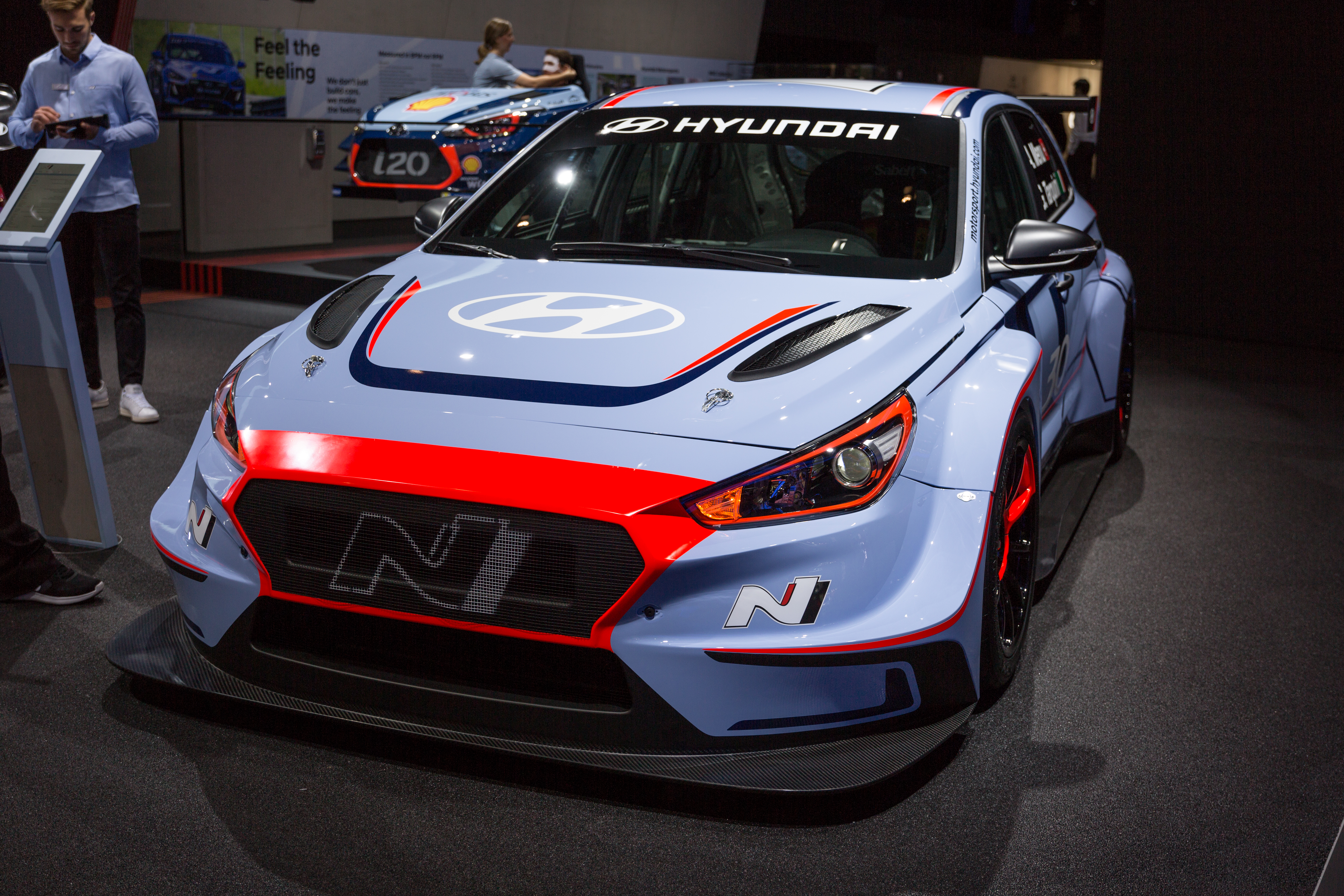
현대 i30 N TCR 정측면
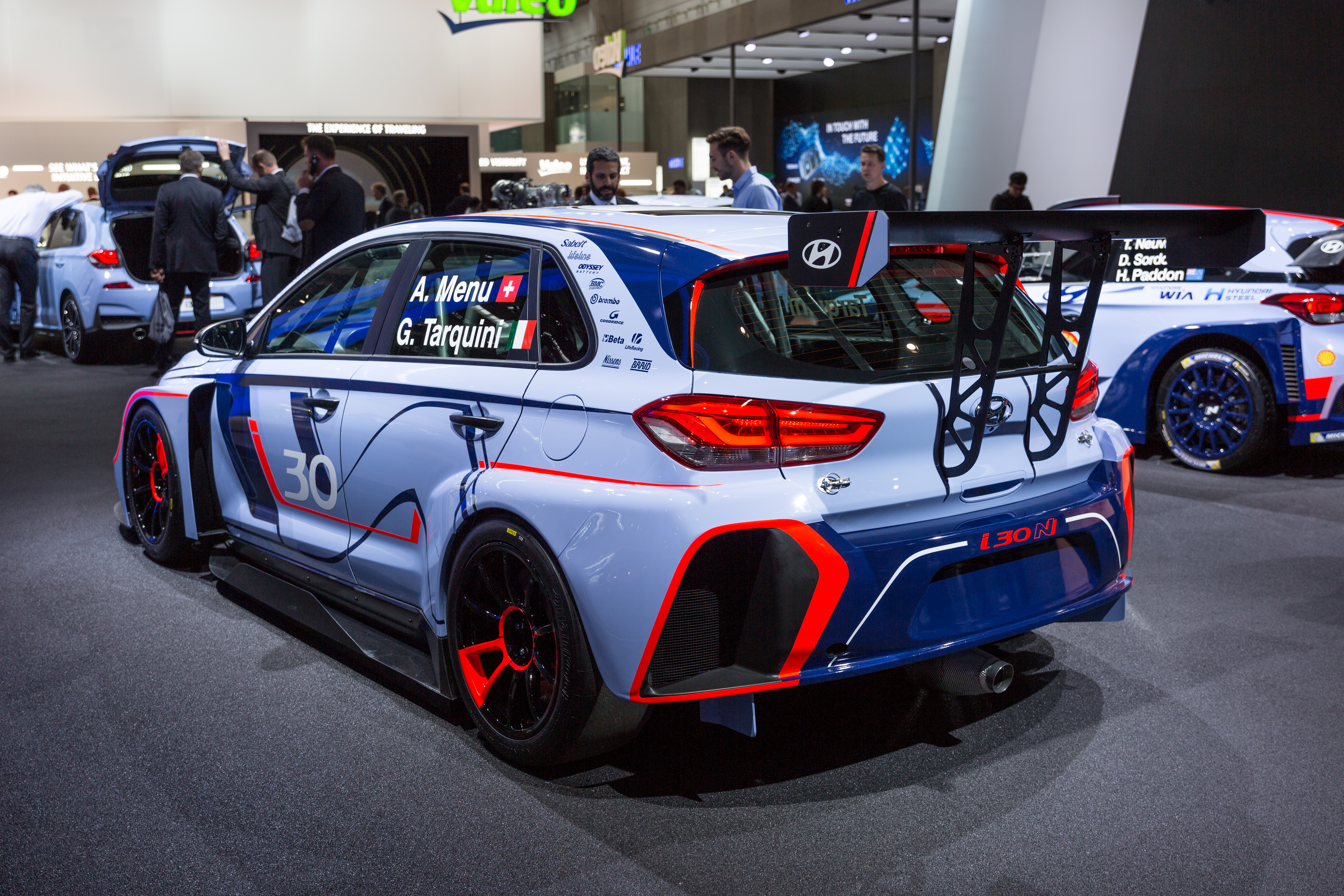
현대 i30 N TCR 후측면
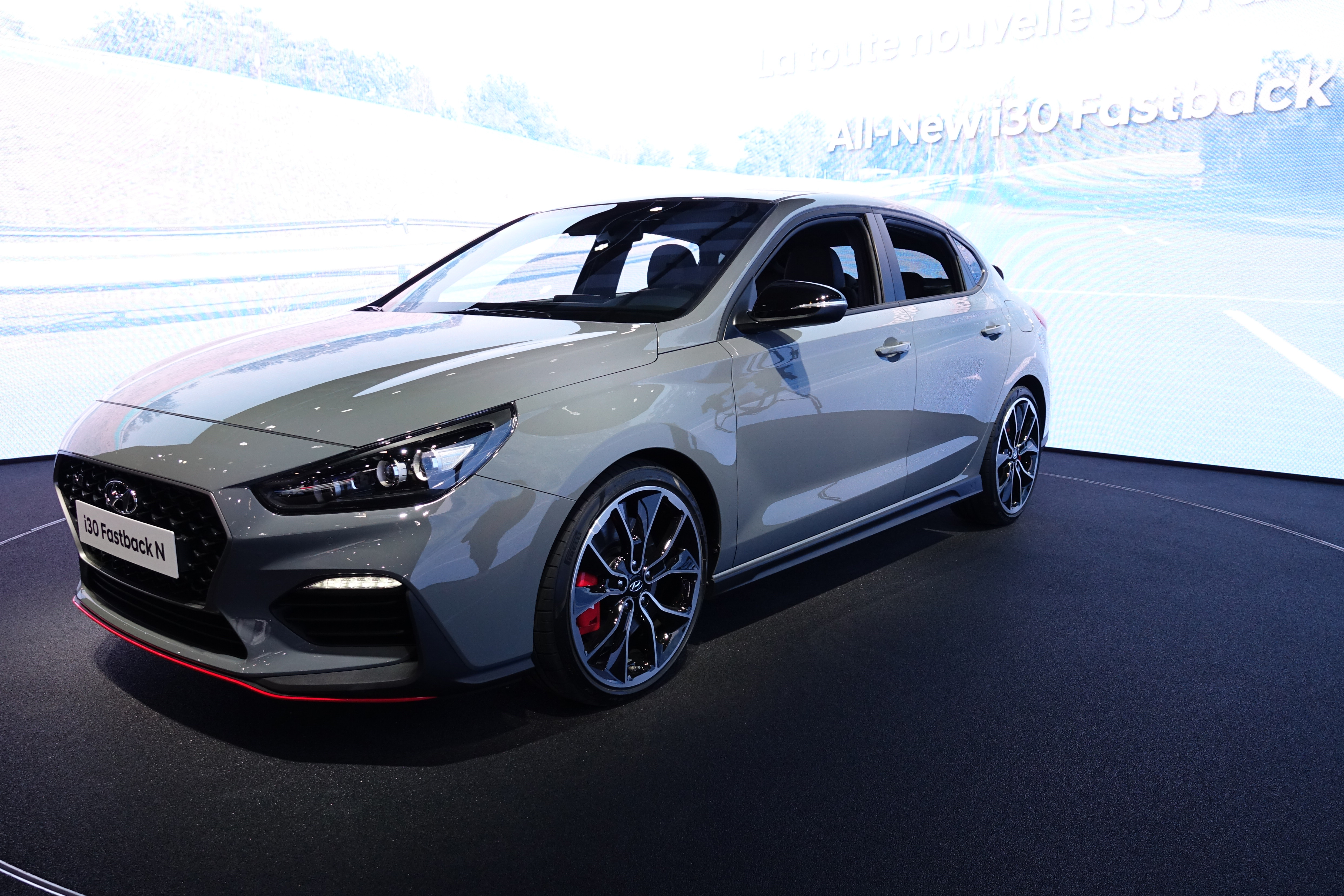
현대 i30 N 패스트백 정측면
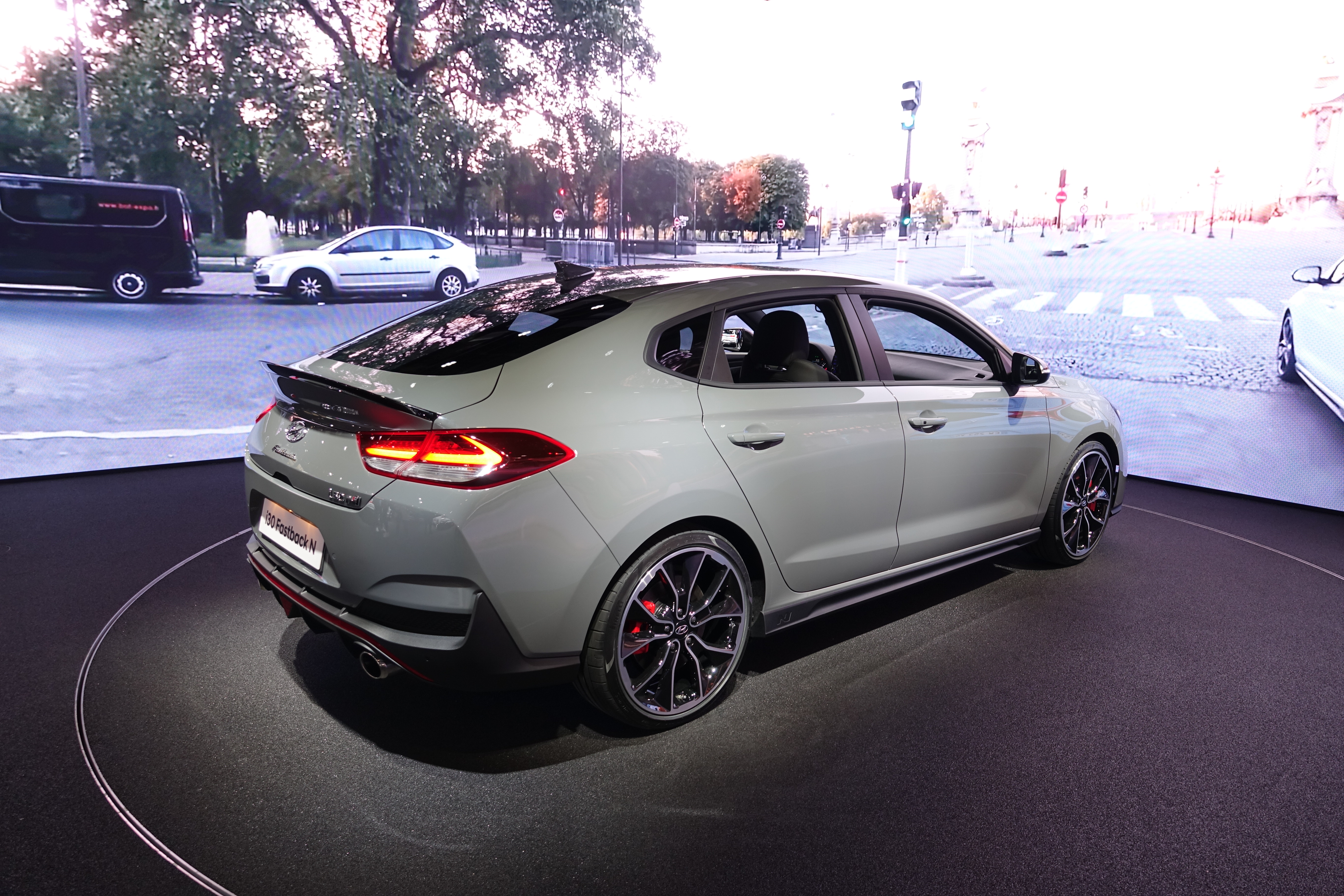
현대 i30 N 패스트백 후측면

## 역대 슬로건

### 1세대(FD)
- New street icon (i30)
- New Crossover (i30cw)

### 2세대(GD)
- never•ending ideas (올 뉴 i30)
- live brilliant (올 뉴 i30)

### 3세대(PD)
- Hot Hatch (i30)